# Historia de Creta

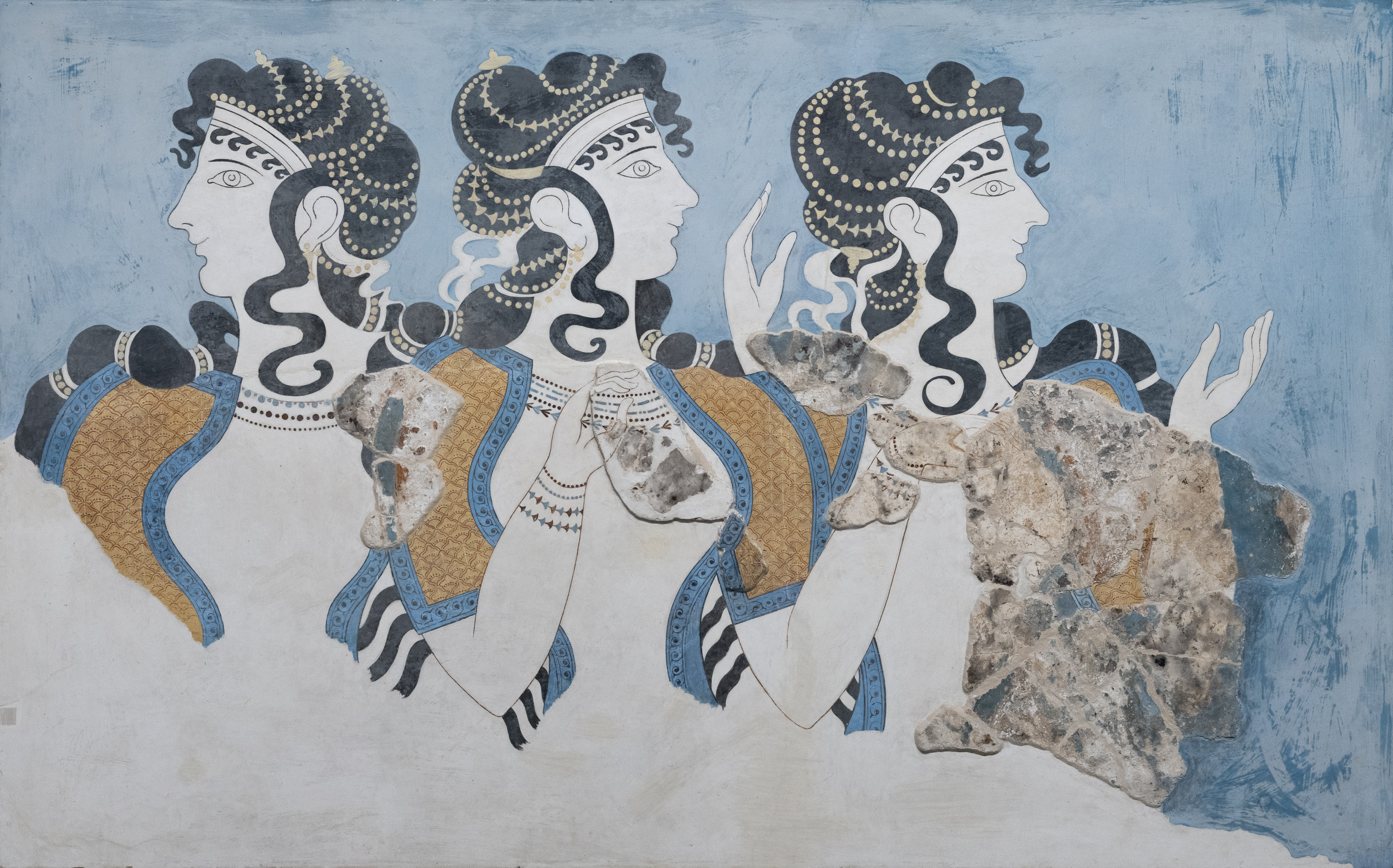
Uno de los frescos del palacio de Cnosos. Civilización minoica.

Creta es la principal isla de Grecia y también una de las más meridionales de ese país. Representa una de las fronteras simbólicas entre Oriente y Occidente. Localizada a equidistancia entre Europa, Asia y África, la isla ocupa una posición geográfica que le confiere una rica historia mientras que su posición estratégica le ha valido el ser terreno de numerosos conflictos entre pueblos en el contexto del control del mar Mediterráneo. La isla es un punto de cruce entre Europa y Asia Menor, Europa y el Oriente Próximo, así como entre Europa y África.
Parte integral de Grecia en la actualidad, Creta no formó parte de esta sino hasta 1913. Habitada desde el Paleolítico, Creta fue la cuna de la civilización minoica que dominó el Mediterráneo oriental desde el IV hasta el I milenio a. C., antes de derrumbarse ante el florecimiento de la Grecia continental.
Cuando Roma dirigió sus intereses hacia el Oriente, la isla formó parte de una etapa de expansión del Imperio romano. Tras la partición del Imperio, Creta se integró al Imperio de Oriente. Fue sucesivamente bizantina, árabe en el siglo IX, veneciana tras la Cuarta Cruzada y la partición del Imperio bizantino entre los reinos francos. Creta estuvo entonces dividida entre la ocupación latina y la herencia bizantina, y su posición fue estratégica para la defensa del comercio veneciano en el Mediterráneo.
En todas las etapas de su historia, la isla ha sido objeto de la codicia de los piratas, que hicieron de ella una base para sus correrías. Los actos de piratería y la amenaza que ello significaba para el comercio mediterráneo fue frecuentemente el pretexto para la intervención y ocupación en la isla por parte de diferentes pueblos que tenían intereses en ella.
Creta pasó bajo el dominio otomano durante el siglo XVI. Su historia ha estado marcada por rebeliones del pueblo cretense contra sus diferentes ocupantes. Estas rebeliones fueron más frecuentes en el transcurso de los tres siglos de ocupación otomana, y en particular durante el siglo XIX. Creta logró desligarse de la tutela turca desde 1897, pero no se integró a Grecia sino hasta 1913.
Fue teatro de enfrentamientos durante la Segunda Guerra Mundial, además de ser una de las regiones griegas ocupadas por Alemania durante la repartición de Grecia entre Alemania, Italia y Bulgaria.
Creta ha sido desde hace bastante tiempo una tierra de emigración, padeciendo de un éxodo rural. El auge del turismo desde la década de 1970 ha aportado cierto repunte económico.

## Prehistoria
Se conoce muy poco sobre la aparición de la antigua civilización cretense debido a que muy pocos testimonios escritos han sobrevivido hasta la actualidad. Ello contrasta con la riqueza de palacios, casas, caminos, pinturas y esculturas de esa época.

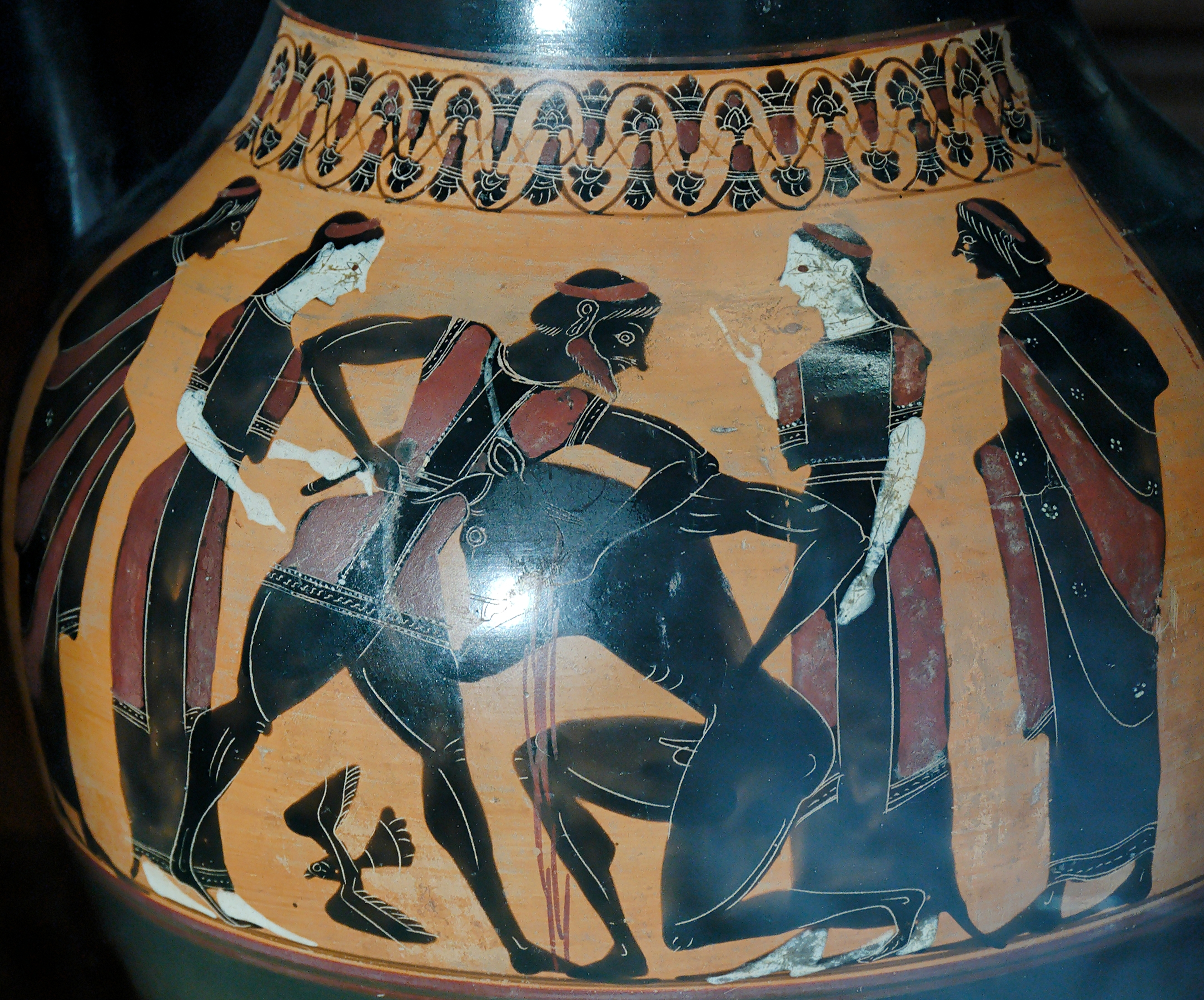
Teseo y el Minotauro, detalle de una ánfora del grupo de Londres B 174, hacia 540 a. C., Museo del Louvre.

La historia cretense está salpicada de leyendas (como las del rey Minos, Teseo, el Minotauro, o Dédalo e Ícaro) que han llegado hasta nuestros días a través de los historiadores y poetas griegos.
A falta de fuentes escritas, la cronología de la historia de Creta se ha basado en el estilo de la cerámica egea y del Oriente Próximo, de modo que los estudios cronológicos se han realizado a partir de objetos comprados por los cretenses a otras civilizaciones (por ejemplo a la egipcia). Para los tiempos más antiguos, la datación por carbono 14 de restos orgánicos y de carbón vegetal ofrece datos independientes.
Investigaciones recientes han encontrado vestigios de la presencia humana en Creta desde el paleolítico. Se trata del hallazgo de herramientas de piedra en torno a las localidades de Plakia y Préveli y, por otra parte, de una nueva datación de los petroglifos que representan animales con cuernos y motivos abstractos de la cueva de Asfendos que fueron hallados en torno a 1960. En el último período glacial, el nivel del Mediterráneo debía encontrarse cien metros abajo del nivel actual, por lo que habría sido relativamente fácil alcanzar la isla desde el Peloponeso.
En Creta se ha descubierto la existencia de una fauna del Pleistoceno, con restos de hipopótamos enanos en la meseta de Katharos, caballos y elefantes enanos, ciervos enanos (Praemegaceros cretensis), roedores gigantes, insectívoros, tejones, y una especie de nutria terrestre. No hubo grandes carnívoros, y la mayoría de los animales desaparecieron al final de la última glaciación. No es seguro que el ser humano haya jugado un papel en esas extinciones, como sí hay indicios de que ocurrió en otras islas mediterráneas como Sicilia, Chipre y Mallorca. Hasta la actualidad, no se han encontrado osamentas de esa fauna endémica en sitios neolíticos.

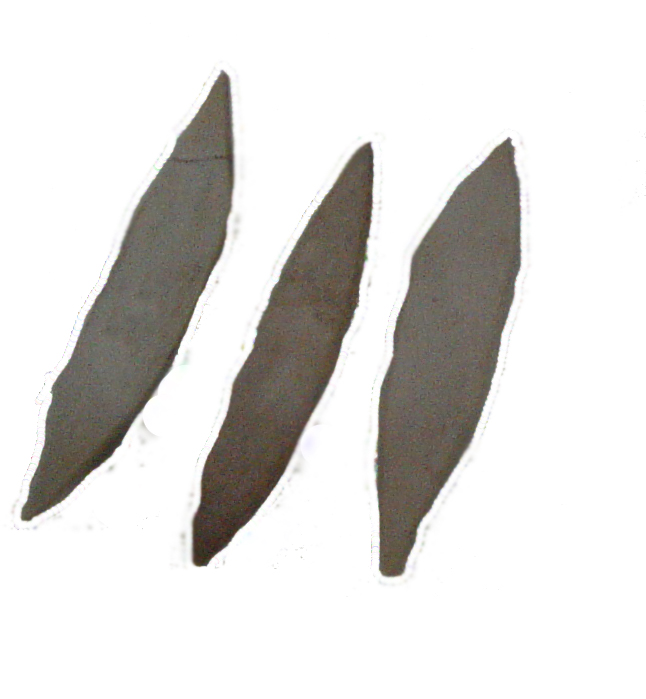
Hojas de piedra tallada, originales del Neolítico (Museo Arqueológico de Heraclión).

El Neolítico está presente en Creta a partir del VII milenio a. C., como lo prueban numerosas hojas de obsidiana encontradas al este de Heraclión. Hubo grupos que llegaron posiblemente del este: Anatolia, Cilicia, y quizás de Canaán. Introdujeron animales domésticos, como ovejas, cabras, cerdos y perros, pero también la cultura de los cereales y las hortalizas. Hasta hoy, el sitio de Cnosos, cuya ocupación se remonta al VII milenio  a. C. (estrato X), permanece como el único sitio acerámico (o precerámico). El hecho de que ninguna pieza de cerámica se haya encontrado en el estrato X hace pensar que la ocupación del sitio fue anterior a la aparición de la cerámica. El sitio ocupa unos 350 000 m². Las raras osamentas encontradas en el lugar son de animales arriba mencionados, pero también de ciervos, tejones, martas y ratones: la extinción de la megafauna local no dejó demasiadas piezas de caza. La cerámica neolítica ha sido hallada en Cnosos y en las grutas de Lera y de Gerani. En el neolítico tardío proliferaron los núcleos de población, lo que da testimonio de un crecimiento demográfico. Durante este período, se introdujeron el asno y el conejo, mientras que se cazaban el venado y el kri-kri, una cabra salvaje que conserva las características de las primeras domesticaciones.
La cerámica del Neolítico evolucionó durante este período. Simple y sin decoración al comienzo del Neolítico, se volvió más sofisticada, con la presencia de grabados, mientras que las técnicas de fabricación parecen demasiado avanzadas para la época. Las piezas de cerámica, de color negro y rojo, eran cocidas en hornos abiertos. Las primeras estatuillas aparecen en esta época, elaboradas de arcilla, pizarra, piedra, mármol o conchas. A finales del Neolítico, se trata generalmente de figuras femeninas que tienen resaltadas las partes del cuerpo relacionadas con la fecundidad.
En el neolítico precerámico, la vivienda se presenta en forma de cabañas elaboradas de troncos de madera,
con suelo de tierra batida. En Creta se encuentra una particularidad ausente en el resto del mar Egeo: tumbas de niños en el interior de las casas. A partir del neolítico antiguo, las excavaciones de Cnosos muestran que las casas poseían piezas contiguas de muros de piedra y ladrillo y cubiertos de un emplasto en el interior. Los techos son planos y de un entretejido de madera. En el neolítico antiguo II, las casas se equipaban de escalones de terracota. Los muertos eran enterrados y acompañados de piezas de cerámica y de joyas de piedra. Numerosas grutas se ocuparon como viviendas, sobre todo en las regiones más montañosas. Frecuentemente, los muertos eran enterrados en las grutas, una práctica bastante corriente incluso después que los hombres del Neolítico abandonaron esos lugares para establecerse en casas construidas.
Las relaciones de Creta con el resto del mar Egeo parecen haberse desarrollado esencialmente hacia el final del Neolítico. La cerámica pintada de rojo y pulida hace suponer que existieron relaciones con las regiones norte y oriente del Egeo, donde se encuentran cerámicas idénticas. La obsidiana, utilizada para la fabricación de pequeñas herramientas, provenía de Milo y de Nísiros.

## Antigüedad

### Creta minoica y micénica

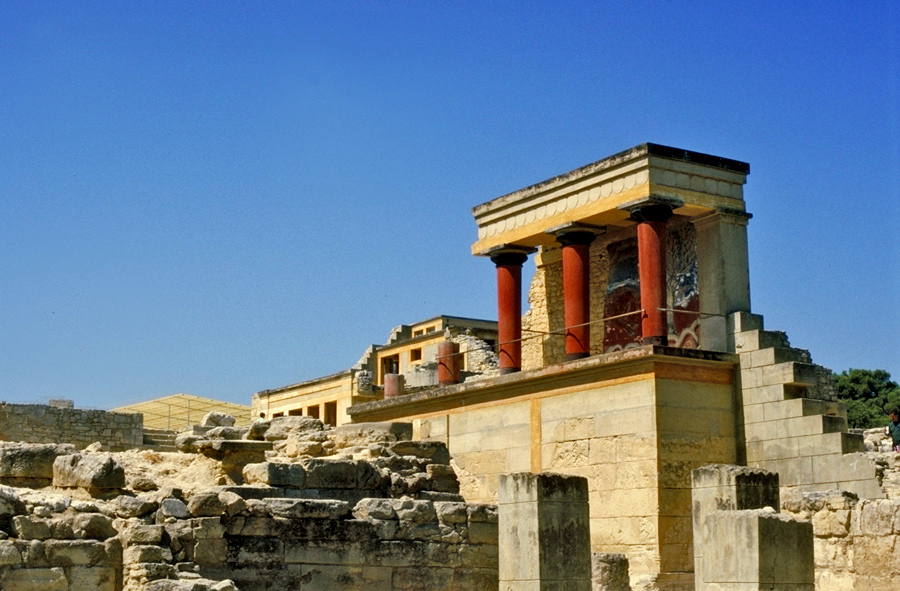
Palacio de Cnosos. A partir de las excavaciones de Cnosos, Arthur Evans elaboró una cronología de la civilización minoica.

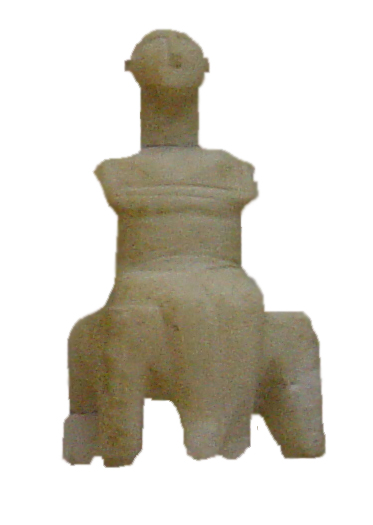
Estatuilla sedente de mármol, de tipo cicládico.

La cronología de la historia antigua de Creta se estableció a partir de las excavaciones de Arthur Evans, quien trató de reconstruirla estableciendo correspondencias con la historia de Troya, las Cícladas, Grecia, Egipto y Mesopotamia a partir de objetos anatolios, siro-fenicios o egipcios encontrados en Creta, y a partir de objetos cretenses hallados en esas regiones. La cronología de Evans relaciona el período comprendido entre el fin de Neolítico y la invasión de los aqueos con el rey Minos y por ello llama minoica a la civilización cretense de esa época. Basándose en la cerámica, Evans distingue tres sub-períodos del minoico: el minoico antiguo, el minoico medio, y el minoico reciente, a su vez subdivididos.
Las cronologías más recientes, tratando de subsanar las debilidades de la de Evans, se apoyan en la introducción de los metales en Creta y en la construcción y destrucción de los palacios (épocas prepalacial, protopalacial y neopalacial).

#### Época prepalacial
La civilización minoica es la más importante civilización de la Edad de bronce del mundo griego. La tesis de Arthur Evans que señala que la introducción de los metales en Creta se debió a inmigrantes llegados de Egipto es hoy en día considerada obsoleta. La teoría actual más aceptada se apoya en que toda la región del Egeo estuvo habitada por un pueblo designado como prehelénico o egeo. Egipto parece muy lejano para ejercer una influencia importante en esta época; por el contrario, la península de Anatolia parece haber jugado cierto papel en la iniciación de Creta en las artes de los metales. La difusión del uso del bronce en el mar Egeo está relacionada con grandes movimientos de población desde las costas de Asia Menor hacia Creta, las Cícladas y el sur de Grecia; estas regiones entraron en una fase rápida de desarrollo social y cultural, marcado principalmente por el auge de relaciones comerciales entre Asia Menor y Chipre.
Gracias al desarrollo de la navegación, Creta ocupó un lugar predominante en el Egeo. La utilización de los metales multiplicó las transacciones con los países productores: los cretenses buscaban el cobre en Chipre, el oro en Egipto, y la plata y la obsidiana en las Cícladas. Bajo la influencia de esta actividad en crecimiento se desarrollaron puertos como Zakros y Palaikastro en la costa oriental, y los islotes de Mochlos y Psira en la costa septentrional se convirtieron en los principales centros de intercambio con el Asia Menor. La importancia de este comercio explica la preponderancia de la parte oriental de la isla, que constituyó el centro más activo: mientras Cnosos no tenía más que una civilización subneolítica, Malia tenía categoría de metrópolis. En esta época se desarrollaron comunidades de agricultores y ganaderos en la llanura de Messara. Parece que desde el minoico antiguo, las pequeñas aldeas se convirtieron en la regla general, mientras que las granjas aisladas se fueron haciendo cada vez más escasas.
La generalización del uso del bronce desplazó el centro de gravedad de la isla hacia su zona geográfica central, donde las ciudades emergentes comenzaron a competir con las de la parte oriental. Además, las nuevas materias primas desviaron la atención de los cretenses del Asia Menor; por ejemplo, el estaño de España, de Galia, o de Cornualles llegó a las costas sicilianas y del Adriático y algunas ciudades orientaron su comercio hacia esas regiones. Así fue como se desarrolló la población en la desembocadura del río Kairatos. Un camino atravesaba Creta por su parte media, con Cnosos y Festos como principales núcleos.
En lo que respecta a la agricultura, gracias a las excavaciones arqueológicas se sabe que se cultivaban varias especies de cereales y de verduras, y que algunos importantes productos agrícolas como el aceite y el vino ya se elaboraban en Creta.

#### Época protopalacial

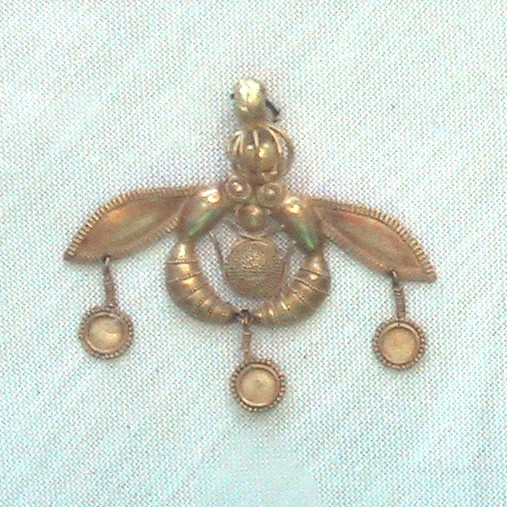
Pendiente de oro formado de dos abejas. Malia.

Mientras que para la Grecia continental se considera al Bronce Medio como un período de transición, para Creta, por el contrario, fue de una gran prosperidad.
La Creta de los grandes palacios conoció un florecimiento comercial excepcional, que se tradujo en una preponderancia cretense en el Egeo, de modo que las islas de Milo, Delos o Thera no eran más que sucursales comerciales de Creta (factorías). Esta preponderancia alcanzó también a Egina, la Argólida, Grecia central y Chipre. Esta expansión comercial de los minoicos dejó su huella en la abundancia de piezas de cerámica minoicas encontradas fuera de Creta, como en Mesenia o Laconia. En las islas de Ceos o Samotracia se han hallado igualmente sellos minoicos en forma de discos de terracota. Existen fuentes históricas escritas que describen las relaciones de Creta con otros países, como unos textos del siglo XVIII a. C. encontrados en Mari, que mencionan que Creta importaba materias primas (bronce, estaño, marfil) y exportaba objetos de lujo elaborados en sus talleres, como armas, ropa y calzado.
Las investigaciones arqueológicas muestran un cambio importante en la civilización minoica en los alrededores de 2000 a. C. El factor principal de este cambio fue la fundación de los primeros palacios, que representaban la concentración del poder en algunos centros.

#### Época neopalacial

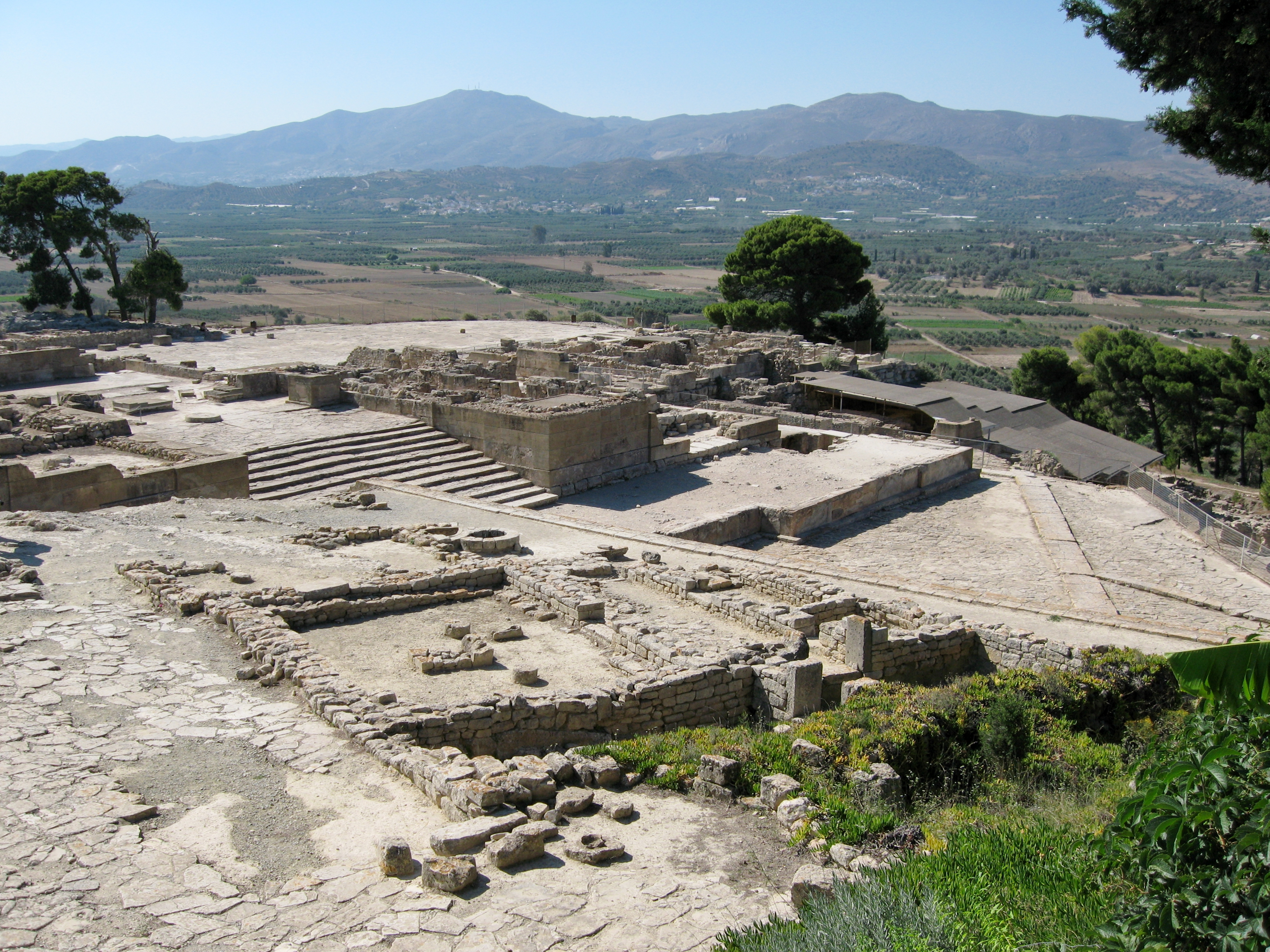
Las ruinas del palacio de Festos, destruido definitivamente hacia 1500 a. C.

Hacia 1700 a. C., los palacios cretenses fueron destruidos. Los historiadores disienten sobre el origen de estas destrucciones. Algunos estiman que se debieron a una invasión indoeuropea, en particular de los luvitas provenientes de Anatolia. Algunos más opinan que se trató de una invasión de los hicsos desde Egipto, o incluso de conflictos internos, como una guerra civil.
Finalmente, existe una hipótesis sobre un terremoto posiblemente debido a la erupción del volcán de la isla Santorini (entre 1627 y 1590 a. C.); sin embargo, un siniestro de tal naturaleza solo habría afectado la parte central de la isla, pues el palacio de Malia se salvó de la destrucción.
Esta catástrofe, sea cual fuere su origen, no puso fin a la civilización minoica. Los palacios fueron reconstruidos a partir de sus ruinas, y la cultura minoica entró a lo que se ha considerado su época dorada. El período de los nuevos palacios se divide en tres fases: de 1700 a 1600 a. C. fue un período de reconstrucción; de 1600 a 1500 a. C. fue el apogeo de los minoicos, y de 1500 a 1400 a. C. ocurrió la expansión de la influencia minoica sobre los otros pueblos del Mediterráneo, en particular sobre los micénicos del Peloponeso. En Cnosos, Festos, Hagia Triada o Malia se construyeron nuevos palacios o bien los antiguos fueron restaurados y embellecidos por innovaciones arquitectónicas, tales como la utilización de columnas de ciprés o el sistema de pozos de luz. La región oriental de la isla participó en este renacimiento: el palacio de Malia, abandonado desde 1900 a. C., fue ocupado de nuevo. Estos palacios eran de grandes dimensiones, compuestos de dos niveles o más, y muestran aspectos similares entre sí. Fueron erigidos alrededor de un gran patio central y estaban compuestos de un sistema complejo de edificios intrincados. Los palacios minoicos estaban equipados con un sistema de aprovisionamiento de agua y de un sistema de drenaje.

#### Creta micénica
Los restos arqueológicos muestran la existencia de establecimientos micénicos en la isla desde el año 1380 a. C. Esta nueva fase de la historia minoica es llamada «Creta micénica», lo que significa que la isla formó parte del mundo micénico, y por lo tanto fue una dependencia del continente sin que por ello perdiese su identidad.

Topónimos cretenses registrados en las tablillas micénicas de lineal B.

La presencia micénica está comprobada por las leyendas de épocas posteriores y por la toponimia de ciertos lugares. Agamenón, rey de Micenas, sería según una tradición el fundador de tres ciudades que llamó con los nombres de Micenas y Tegea —relacionados con su tierra natal— y Pérgamo —como el nombre de la tierra que conquistó, puesto que así se llamaba la ciudadela de Troya. Los nombres de lugares como Gortina o Arcadia son de origen peloponesio y podrían ser legados de la ocupación micénica. Homero, en la Ilíada, describe a Creta como tierra de cien ciudades y menciona siete de ellas que tomaron parte en la guerra de Troya, dirigidas por Idomeneo y Meríones, a su vez liderados por Agamenón. Los ochenta barcos aportados por Creta formaron una de las más grandes contribuciones a la guerra.
Es en este período histórico que se importan los dioses griegos para reemplazar a las deidades minoicas. Zeus, Poseidón, Hera y Atenea sustituyeron a la diosa madre. Sin embargo persistieron algunos elementos de la religión minoica, como lo demuestran las tablas en lineal B que mencionan a una sacerdotisa de los vientos o una dueña del laberinto. El culto a Zeus niño es también considerado como cretense. En sentido inverso, Cnosos mantiene influencia en algunas zonas del Egeo en ciertos aspectos: las armas y la joyería de Cnosos son adoptadas por el continente.
A finales del siglo XII a. C. Creta conoció una época de caos aunada a los pueblos del mar, aun cuando el impacto de estos fue menor que en Grecia continental. Más fuertes fueron los cambios que tuvieron lugar tras la catástrofe de Micenas, cuando grupos de población llegados del Peloponeso se instalaron en Creta. Así, aparecieron nuevos elementos culturales en la vida de los cretenses, como la incineración de los muertos, el uso del hierro, los vestidos con broches, o la decoración geométrica de la cerámica. Estos nuevos elementos son de herencia dórica.

### Creta dórica
Según Tucídides, los dorios invadieron Grecia ochenta años después de la destrucción de Troya. Provenientes de la región del Danubio, los dorios llegaron a Grecia por Epiro e Iliria, o bien por Tracia y Macedonia. Las poblaciones expulsadas por esta invasión encontraron refugio en Creta y en Chipre. A su vez, Creta fue alcanzada por la invasión doria hacia 1100 a. C. Esta invasión estuvo lejos de ser pacífica. Los hallazgos arqueológicos muestran una resistencia de los cretenses en los principales núcleos de población, y Cnosos fue destruida. En Karfí, minoicos y micénicos se unieron y encontraron refugio en ese sitio bastante escarpado.
Los dorios colonizaron la isla de manera intensiva, estableciendo numerosas ciudades. Los mitos narran que Téctamo, hijo de Doro, rey de los dorios, fundó la primera dinastía doria en Creta, tan solo una generación después del establecimiento de los primeros dorios. La tradición cuenta que los primeros colonos fueron conducidos por  Polis y Delfos de Esparta y Altémenes de Argos. Los dorios se repartieron en tres tribus: los híleos, los dímanos y los pánfilos.
Otras tribus dorias llegaron a Creta posteriormente.
Los dorios llevaron consigo el uso del hierro, la construcción de templos (para minoicos y micénicos, las ceremonias religiosas se realizaban en los palacios) y la incineración de los muertos. Sin embargo, la cremación de los muertos podría no estar ligada a la llegada de los dorios. Realizada en la misma época en Rodas, Chipre o Cos, esta práctica se instaló en Creta muy tempranamente en la época doria y podría por lo tanto tener un origen medio-oriental.
Esta invasión implicó nuevas migraciones de la población cretense hacia el Asia Menor. Minoicos, micénicos y dorios se fusionaron en una nueva entidad étnica y cultural. Los descendientes de los minoicos, también llamados eteocretenses (‘cretenses puros’), fueron marginados y se establecieron principalmente en el oriente de la isla, y fueron reducidos al estatus de periecos. Un estudio de la toponimia en Creta muestra que el 70% de los nombres de los lugares son de origen griego, 20% de origen pelasgo, y solamente un 10% minoico.

#### Período dedálico, o renacimiento cretense

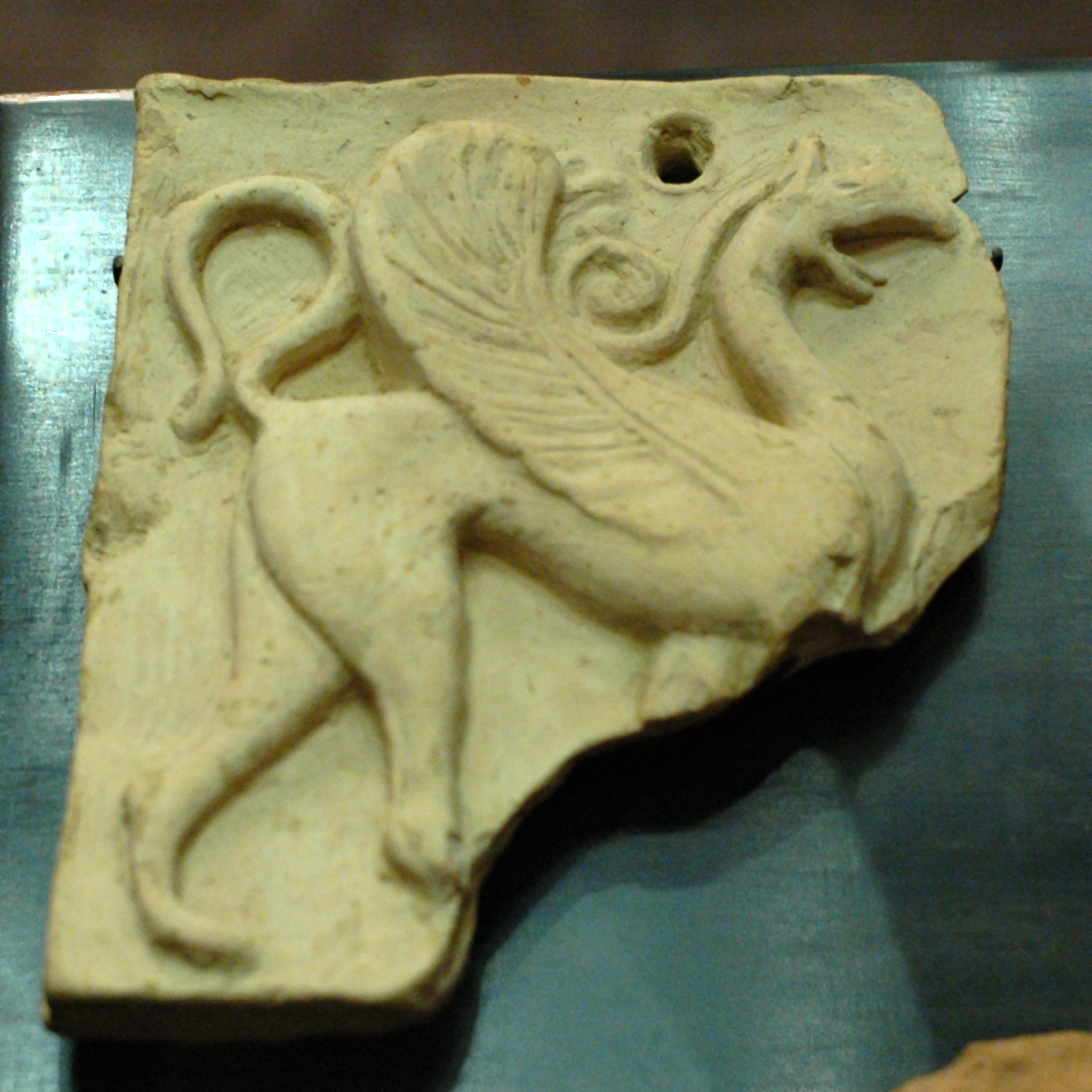
Ejemplo de escultura orientalizante del período dórico: un friso con la representación de un grifo.

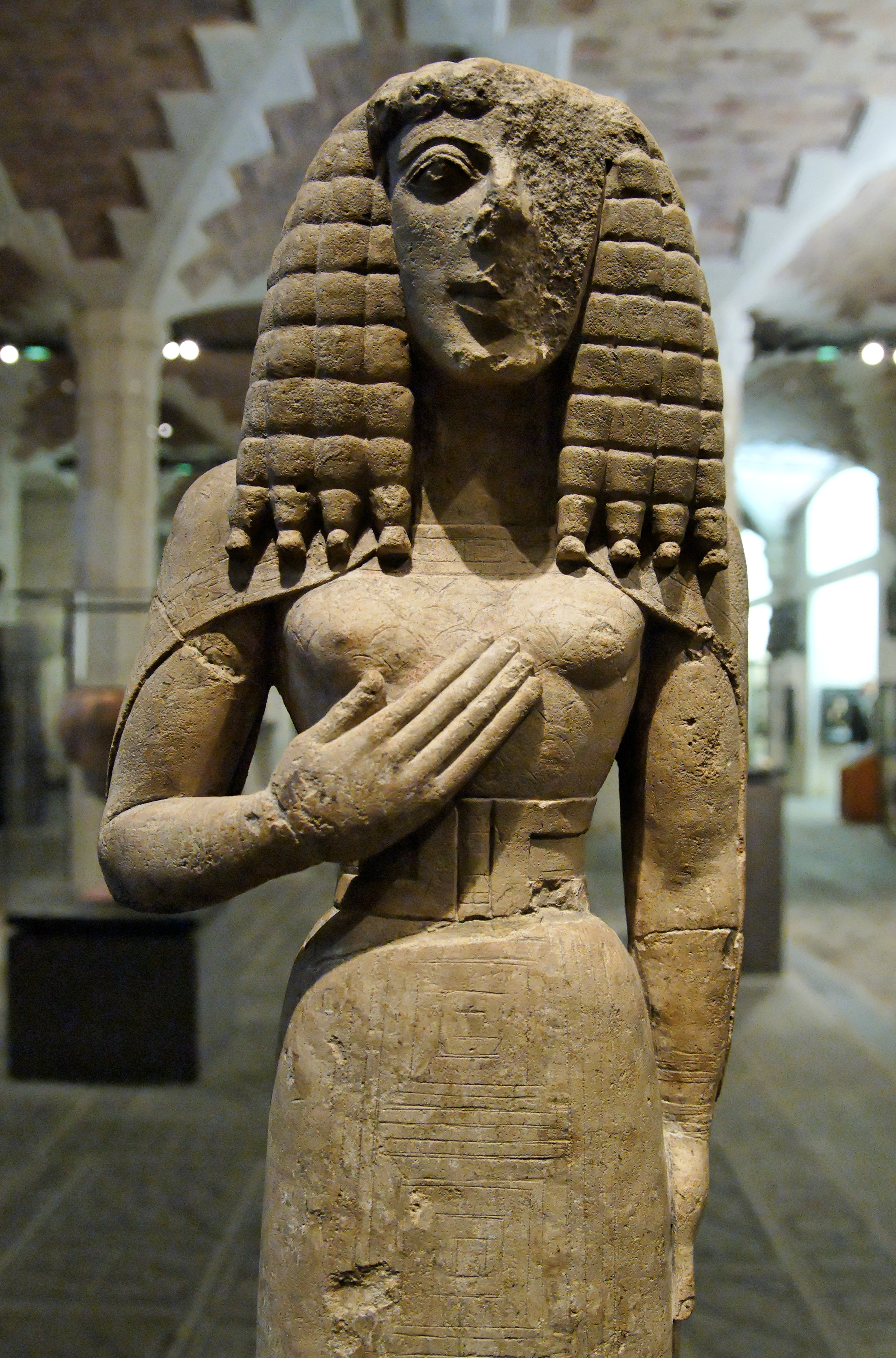
La Dama de Auxerre (Museo del Louvre, París).

En los siglos VIII y VII a. C., Creta recuperó parte de su esplendor pasado. El nombre del período dedálico no tiene nada que ver con el Dédalo de la época minoica que creó el laberinto, sino con un escultor a quien la tradición otorga el crédito de la invención de las herramientas de escultor y la creación de las primeras estatuas de mármol. Si bien su existencia no está probada, la de sus supuestos discípulos Dipeno y Escilis es más verosímil. La característica principal del arte dedálico es el aspecto oriental de sus obras. Los registros arqueológicos han permitido encontrar algunas obras dedálicas importantes, como la Dama de Auxerre. También durante esta época reaparecieron inscripciones epigráficas en la lengua autóctona de Creta, el idioma eteocretense, que la mayor parte de autores creen que es un descendiente del antiguo idioma minoico (aun cuando no existe una evidencia filológica clara al permanecer el lineal A básicamente indescifrado).
El comercio y la navegación se revitalizaron y Creta participó en la gran oleada de colonización que realizó el mundo griego. A partir de 735 a. C., los cretenses establecieron colonias en Sicilia, Etruria y las actuales costas francesas, cerca de Marsella, a donde llegaron 100 años antes que los focenses. En el siglo VII a. C., los cretenses se asociaron con Rodas para fundar las colonias sicilianas de Gela y Agrigento, y posteriormente con Gela para fundar la ciudad de Cirene en 631 a. C.
Este renacimiento cretense fue corto y se interrumpió en el siglo VI a. C. El aislamiento y la decadencia presentes hasta la conquista romana parecen haber tenido dos motivos: la aparición de las ciudades-estado, como Atenas o Mileto, entre otras, que monopolizaron el comercio mediterráneo, así como las querellas internas en la isla que colocaron a esta en una crisis permanente.

#### Instituciones y sociedad dorias
La sociedad doria en Creta se organizó de manera muy similar a la de Esparta y otros centros dorios de la Grecia continental. La población se dividía en tres clases:
los ciudadanos, los apetairoi y una numerosa clase servil. Los ciudadanos libres eran principalmente los conquistadores dorios y sus descendientes y constituían la élite de las ciudades-estado. Tenían el control exclusivo en materia militar y política, que descansaba sobre un sistema militar estricto y una formación colectiva. Cada ciudadano pertenecía a una hetería, cuyos miembros eran compañeros de combate y, como en Esparta, comían juntos durante las sisitias.
Después de los ciudadanos, se encontraban los apetairoi («fuera de las heterías» en griego), que eran hombres libres pero excluidos de las heterías y por lo tanto desprovistos de derechos políticos.
Por lo regular, eran antiguos ciudadanos castigados con la atimia, siervos liberados o extranjeros. La clase servil puede ser dividida en dos categorías. Los primeros habitantes de Creta formaban a los periecos; eran principalmente campesinos que conservaban una parte de sus tierras y pagaban impuestos a sus amos dorios. Finalmente, los esclavos formaban la parte más numerosa de la población de Creta, y se componían de nativos cretenses o de prisioneros de guerra; se dedicaban al cultivo de las tierras de los ciudadanos.
Una consecuencia directa de la conquista doria fue el abandono del sistema monárquico patriarcal, y las grandes familias dorias se encargaron de la administración de la isla. Las ciudades cretenses fueron administradas por dos colegios: los Cosmes y el Consejo de Gerontes. Los Cosmes frecuentemente eran diez por ciudad, eran elegidos por las grandes familias por un período de un año y disponían de poderes civiles y militares considerables: vigilancia del comportamiento, estado de las finanzas, estatuto de los extranjeros; eran los jefes militares en tiempos de guerra y los más altos funcionarios en tiempos de paz. A su salida del cargo, entraban al Consejo de los Gerontes (boulé), donde ocupaban el cargo de por vida. Este "Consejo de Ancianos" guiaba a los Cosmes en sus decisiones.

### Creta en las épocas clásica y helenística

#### Creta al margen de los grandes conflictos
Mientras Grecia se encontraba en su apogeo económico y cultural, Creta se mantuvo en una posición marginal en el mundo griego. No formó parte de la Liga de Delos y pudo escapar de la hegemonía espartana. Existen pocas fuentes que abordan las relaciones entre la isla y el resto de Grecia en esta época, a excepción de lo que se sabe de algunas alianzas entre ciudades: Cnosos y Tiliso con Argos en 450 a. C., y Litos con Lindos.
Creta se mantuvo convulsionada por los conflictos internos, y el carácter montañoso de su territorio fue un factor de división. El estado de la economía obligó a numerosos pobladores cretenses a enrolarse como mercenarios en los ejércitos extranjeros. Tucídides menciona que en la guerra del Peloponeso algunos cretenses ayudaron a los atenienses como mercenarios. Después,  Jenofonte evoca a los arqueros cretenses participantes en la Expedición de los Diez Mil. A partir de la guerra del Peloponeso, las fuentes mencionan a mercenarios cretenses en todos los ejércitos del Mediterráneo, incluso durante las conquistas de Julio César (Cretenses sagitarii).

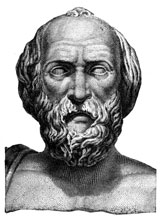
Licurgo habría viajado a Creta, donde se inspiró en las leyes de Minos para establecer las de Esparta. Adaptando las leyes minoicas, Licurgo dio a Esparta, según Aristóteles, un sistema político superior al de los cretenses.

Aunque los mercenarios cretenses participaron en los diferentes conflictos del mundo griego, Creta se mantuvo al margen de estos últimos. En 480 a. C. los griegos, amenazados por Jerjes, invitaron a los cretenses a unírseles, pero estos permanecieron indiferentes, pretextando una advertencia desfavorable del Oráculo de Delfos. De la misma manera, permanecieron neutrales durante la guerra del Peloponeso, inclusive después del ataque de Cidonia por parte de la flota ateniense.
Este aislamiento del mundo griego se manifestó también por la ausencia de cretenses en los Juegos Panhelénicos. Los corredores cretenses, bastante famosos, solo participaron en 448 a. C.
A partir de mediados del siglo IV a. C., Creta salió de su aislamiento. La isla volvió a atraer la atención de sus vecinos por fines estratégicos, pero también se convirtió en el objeto de interés de grandes filósofos de la época que se interesaban en los diferentes modelos de gobierno de las ciudades-estado griegas. Durante la segunda mitad del siglo IV a. C. y a inicios del siglo III a. C., cuando Esparta servía de ejemplo a los teóricos políticos, estos volvieron los ojos a Creta, encontrando similitudes muy estrechas entre la isla y Esparta, afinidades que se explican por sus ancestros comunes: los dorios. Platón, Aristóteles, Calístenes y Jenofonte entre otros, escribieron sobre Creta (las obras de los dos últimos desaparecieron). Platón se avocó en el sistema de educación y en las comidas comunes. Aristóteles creía que el mal funcionamiento del régimen cretense se compensaba con su situación insular y que, al contrario de Esparta, en Creta no se temía una rebelión de los periecos; sin embargo, opinaba que Esparta era superior porque había sabido mejorar las leyes de Minos gracias a Licurgo.
En la época de Alejandro Magno, se sabe que numerosos cretenses servían en su ejército y que su almirante Nearco era de origen cretense. La actitud de las ciudades de la isla no fue uniforme durante esa época, pues mientras algunas ciudades apoyaron la política macedonia (Cnosos, Gortina, Cidonia), algunas otras se mantuvieron al lado de Esparta (Litos). A través de sus ciudades aliadas, Esparta intentó propagar un sentimiento antimacedónico en la isla. Así, tras el inicio de la expedición de Alejandro en Asia, el rey espartano Agis III intentó promover un levantamiento en Creta, en el contexto de un sentimiento general entre varias ciudades griegas por su independencia. En 333 a. C., Agis envió a su hermano Agesilao a Creta a fin de tomar el control de la isla, forzando a Alejandro a destacar un ejército en la isla para disipar la presencia espartana. Alejandro envió su flota comandada por Anfóteros, quien liberó a Creta.

#### Creta helenística
Después de la muerte de Alejandro Magno, los conflictos internos se acentuaron por la actitud de los nuevos Estados griegos que buscaban entablar relaciones con las ciudades cretenses. Así, la isla se dividió en ligas, cuya formación se explica por factores geográficos, étnicos y afinidades políticas. Históricamente se enumeran cuatro ligas:
- la Liga de Cnosos, la más importante y extendida, que comprendía veinte ciudades[73]
- la Liga de Gortina
- la Liga de Festos[74]
- la Liga de las montañas, que se extendía por el extremo suroccidental de la isla.

Aunque Creta se dividió en cuatro ligas, solo dos ciudades ejercieron una dominación política y militar sobre las otras: Cnosos y Gortina. Sin embargo, la incesante rivalidad entre estas dos permitió a Litos y Cidonia rivalizar en ocasiones por la supremacía.
En el siglo III a. C. se produjo un esfuerzo de unificación frente a la amenaza extranjera. Es cuando nació el koinon, o asamblea de las ciudades cretenses. La creación de esta asamblea se remonta hacia 221 a. C. cuando Cnosos y Gortina se acercaron para alcanzar un acuerdo que les permitiese controlar la totalidad de la isla. La asamblea cretense incluía un consejo y una asamblea popular, y se reunía principalmente en Cnosos. Parece que el koinon fue el responsable de un esfuerzo de legislación y de regulación de las relaciones entre las ciudades cretenses, con el objetivo de alcanzar la paz. Parece también que hubo una especie de corte de justicia federal, el koinodikaion, destinado a servir de árbitro en los conflictos entre las ciudades. Aunque el koinon representó un esfuerzo de unificación, las ciudades de Creta permanecieron autónomas en algunos aspectos, por ejemplo, en la gestión de sus relaciones exteriores.
Si bien en el sistema del koinon las ciudades cretenses eran iguales, Cnosos y Gortina ocupaban el papel preponderante en la asamblea, y el koinon se convirtió en un escenario de la lucha de estas dos ciudades por ejercer mayor influencia.

##### Intervención egipcia

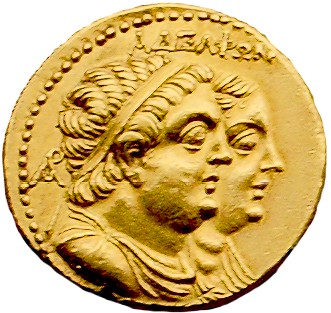
Tolomeo II y Arsínoe II.

A partir de 270 a. C., numerosas ciudades de la parte oriental de la isla quedaron bajo la influencia del Egipto tolemaico. La necesidad de controlar las rutas marítimas del Mediterráneo oriental llevó a Tolomeo II a interesarse en Creta. La oportunidad para intervenir fue una disputa entre las ciudades de Itano y Preso por el control de un santuario dedicado a Zeus. Egipto, llamado por Itanos, envió una armada hacia el oriente de la isla. La influencia egipcia se extendió hacia otras partes de Creta, que se convirtieron en un protectorado de los Tolomeos, y algunas ciudades permanecieron así por cerca de dos siglos, inclusive cuando Creta era considerada un protectorado macedonio a partir de 216 a. C. Egipto no era el único Estado helenístico en interesarse en Creta. Litos mantenía buenas relaciones con el Imperio seléucida. Eleuterna y Ierápetra, en un principio bajo la influencia egipcia, sellaron un tratado de amistad con Antígono III, rey de Macedonia, entre 227 y 224 a. C.

##### Intervención macedonia y la guerra cretense

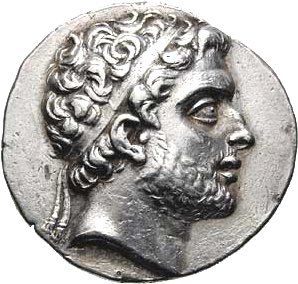
Filipo V de Macedonia.

Hacia 220 a. C., Creta fue asolada por la guerra civil. Filipo V de Macedonia, monarca ambicioso, vio en Creta una base ideal y un aliado potencial para sus proyectos de expansión. Respondió al llamado de algunas ciudades que le pedían intervenir en el conflicto. Emprendió la pacificación de la isla y aseguró rápidamente la porción oriental. En 217 y 216 a. C., se estableció un protectorado macedonio y Filipo fue reconocido como "patrón de Creta".
En sus ambiciones expansionistas, Filipo chocó con Rodas, hasta entonces su aliado, pero cuya flota controlaba la ruta marítima —y por tanto el comercio— hacia el Oriente. Filipo V utilizó dos métodos para desestabilizar a Rodas: la piratería y la guerra. Volteó los ojos a Creta, habituada a la piratería, para que esta tomara parte en las actividades contra Rodas. En 205 a. C., la piratería era ya una amenaza real para Rodas y Filipo decidió entrar en una confrontación militar directa. Las ciudades de Olunte y Ierapetra fueron las primeras en acudir al llamado del rey macedonio. La guerra cretense favoreció a Rodas, que asumió la protección de Cnosos y de otras ciudades de la Creta central. Ierapetra y Olunte no pudieron sostener la lucha en dos frentes y tuvieron que capitular. La mayor parte del oriente de la isla quedó bajo el control de Rodas, que colocó bases navales estratégicas para evitar todo acto de piratería.

##### Intervención romana
El control del oriente de Creta por Rodas puso fin a la piratería en esa región. El centro de la isla pudo también alcanzar cierta seguridad, ya que Cnosos se mantenía aliada de Rodas. Por el contrario, la parte occidental permaneció como un referente de la piratería, con el apoyo de Esparta y su rey Nabis, que ejercía cierta influencia en la región y los puertos de Creta servían de referencia a su flota. Hasta 196 a. C., Nabis fue aliado de Roma, fecha en la que esta, considerando que no tenía más necesidad de esa alianza, demandó al espartano cederle todos sus puertos en la isla. Este evento marcó el inicio del interés de Roma por Creta.
La presencia de Roma no impidió el resurgimiento de la piratería. Roma intervino en los conflictos como mediador. Así, la segunda guerra cretense (155-153 a. C.), que enfrentó a Creta contra Rodas nuevamente por causa de la piratería, terminó gracias a la mediación de Roma, a solicitud de Rodas.

### Creta romana

#### La conquista
En 74 a. C. Marco Antonio Crético fue nombrado comandante de la flota romana del Mediterráneo con el objetivo de conquistar Creta. Como causa de esta decisión se encontraban, en primer lugar, los daños que sufría la flota romana en manos de la piratería, y en segundo, el establecimiento de una alianza entre Creta y Mitrídates VI, rey del Ponto y enemigo de Roma. Aunque en un principio reacio a emprender tal operación, Marco Antonio Crético finalmente decidió atacar la isla en 71 a. C. Aunque la victoria de los romanos hubiese parecido fácil, fueron derrotados y la flota aniquilada entre la actual ciudad de Heraclión y la isla de Día. Numerosos navíos romanos fueron hundidos y varios más capturados con su cargamento. La mayoría de los prisioneros romanos fueron colgados de los mástiles de las embarcaciones, y los cretenses impusieron a Marco Antonio Crético un tratado de paz tan humillante que el Senado romano rechazó ratificarlo.
Por temor a represalias, los cretenses decidieron buscar al menos la negociación y enviaron a Roma a treinta eminentes representantes con el fin de concluir una alianza con los romanos. Pero el Senado había decidido ya la conquista de Creta. Hacia 68 a. C., Roma logró eliminar el peligro de Mitrídates y ordenó a los cretenses entregar a los prisioneros romanos, a los vencedores de Marco Antonio Crético, así como 300 rehenes y 400 talentos de plata. Como los cretenses rechazaron la propuesta, el general Quinto Cecilio Metelo Crético se encargó de someterlos. Desembarcó en el occidente de Creta, libró una larga guerra de asedio y avanzó hacia el oriente con el objetivo de someter todos los focos de resistencia, arrasando las poblaciones que ofrecían oposición.
Los cretenses rechazaron tratar con Metelo a causa de la crueldad de este y prefirieron presentar su capitulación en Pompeya.
Pero con la toma de Ierapetra en 67 a. C., la isla quedó totalmente bajo dominio romano, y Metelo se encargaría de pacificarla por completo hasta 63 a. C..
La guerra le valió a Metelo el sobrenombre de "Crético" («el cretense»).

#### La administración romana

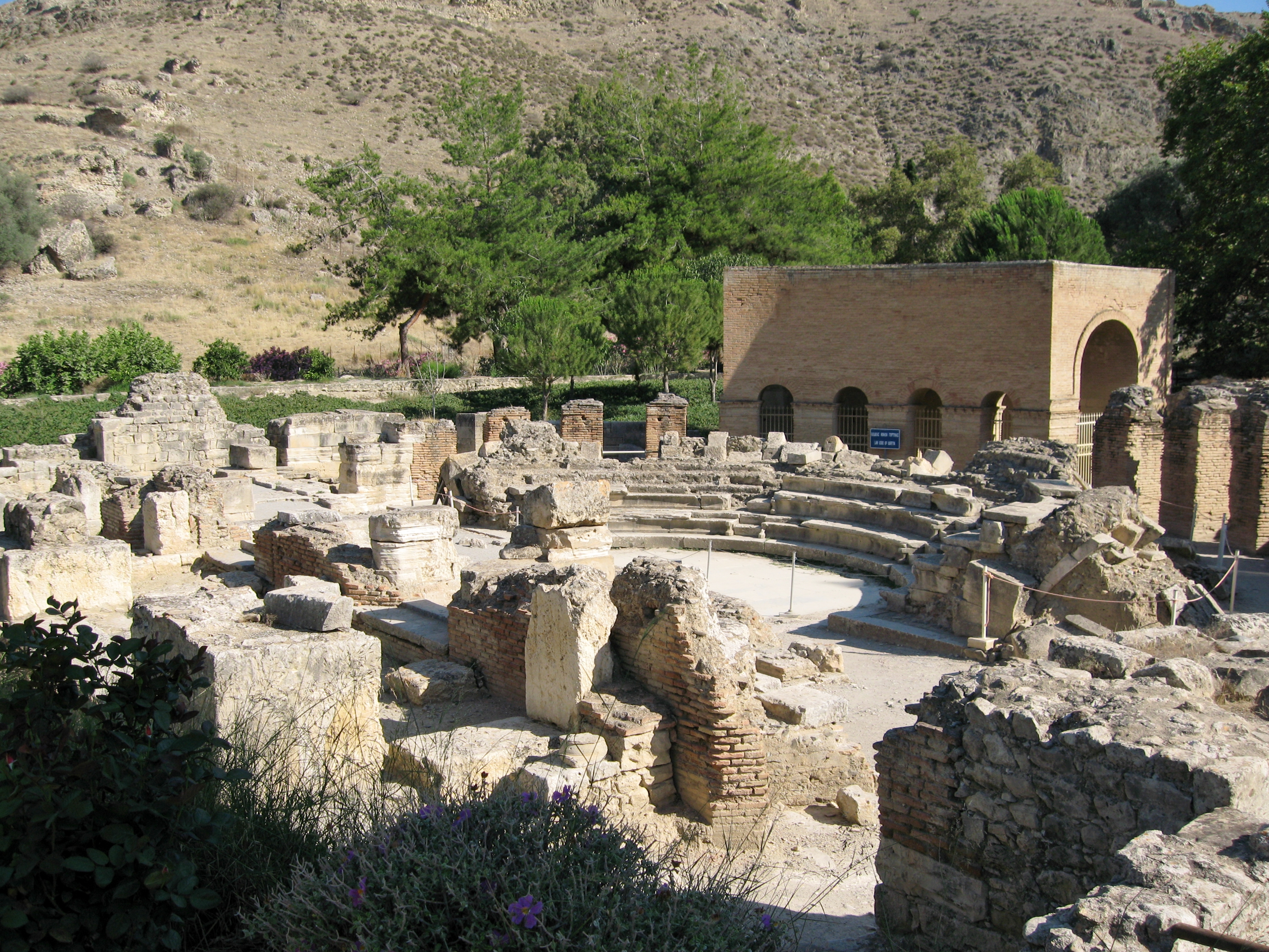
Odeón romano de Gortina. Esta ciudad cretense fue la capital de la provincia de Cirenaica (que incluía Creta y el norte de la actual Libia).

Al principio del gobierno romano, la isla se mantuvo asociada a la provincia de Cirenaica, pero esta situación cambió en las décadas siguientes. César separó Creta de Cirenaica; con Marco Antonio las dos regiones volvieron a estar unidas en 40 a. C., antes de cederle a Cleopatra una parte de la isla y Cirene en 38 y 34 a. C. Finalmente, en 27 a. C., Creta y Cirenaica se reunificaron, con Gortina como capital, y esta situación permanecería hasta la época de Diocleciano.
En los sitios arqueológicos, parece que hubo pocas destrucciones relacionadas con la transferencia del poder a los romanos: un solo complejo palacial muestra signos de haber sido arrasado. Por el contrario, hubo numerosas construcciones, y los romanos edificaron muchos caminos y acueductos. La ciudad de Gortina parece haber tenido un comportamiento pro-romano, lo que le valió tener el estatus de capital provincial. En Gortina se construyó un pretorio, un teatro, un odeón, un ninfeo, un foro, entre otros edificios de importancia. La ciudad se convirtió en la principal localidad cretense y de acuerdo a Estrabón, tenía 50 estadios de diámetro (alrededor de 10 km). Cnosos quedó relegada a la posición de segunda ciudad de la isla; fue habitada por romanos y transformada en colonia, bajo el nombre de Colonia Julia Nobilis, pero no logró convertirse en un centro militar romano. Ciudades como Litos y Ierapetra se desarrollaron y como Gortina, se hicieron de sus respectivos foros y templos. En la costa meridional de la isla se desarrollaron pequeños puertos que servían de apoyo a las galeras de la ruta de Asia Menor y de Egipto.

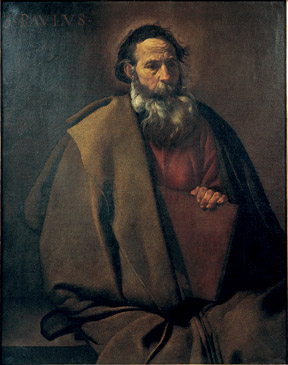
Según la tradición, fue San Pablo quien introdujo el cristianismo en Creta.

#### Llegada del cristianismo
Se atribuye a San Pablo la evangelización de Creta, así como la organización de la Iglesia en la isla. A causa de una tormenta, Pablo habría hecho escala por primera vez en Creta, en Kali Limenes (los «Puertos Buenos» que citan los Hechos de los Apóstoles), en la costa meridional. Tras su primera cautividad en Roma, regresó a la isla, y ahí dejó a su discípulo Tito, quien sería el primer obispo de Gortina y que según la tradición, era cretense. Tito dividió la isla en nueve diócesis, aunque las fuentes del siglo VI indican que la organización eclesiástica data de una época más tardía. Parece que el cristianismo encontró resistencia, sobre todo entre la comunidad judía. Felipe, el sucesor de Tito, logró detener las persecuciones romanas contra los cristianos. Sin embargo, se sabe que en 250 las persecuciones del emperador Decio fueron particularmente duras en Creta. Las víctimas de Decio se convirtieron en los primeros mártires de la iglesia cretense, y son llamados los Diez Santos. El cristianismo cretense tendría que esperar al siglo VI para ver finalizado su primer gran monumento: la basílica de San Tito de Gortina.

### Período bizantino

#### Primer período bizantino
Existen pocas fuentes acerca de Creta durante esta época ya que, como otras provincias occidentales del Imperio bizantino, atrajo poco la atención de los cronistas bizantinos. Sin duda, Creta se encontraba en la periferia del mundo griego y esa situación explica la ausencia de obispos cretenses en el Primer Concilio de Nicea en 325, al contrario de otras islas más pequeñas, como Cos, Rodas y Quíos, que sí estuvieron representadas.

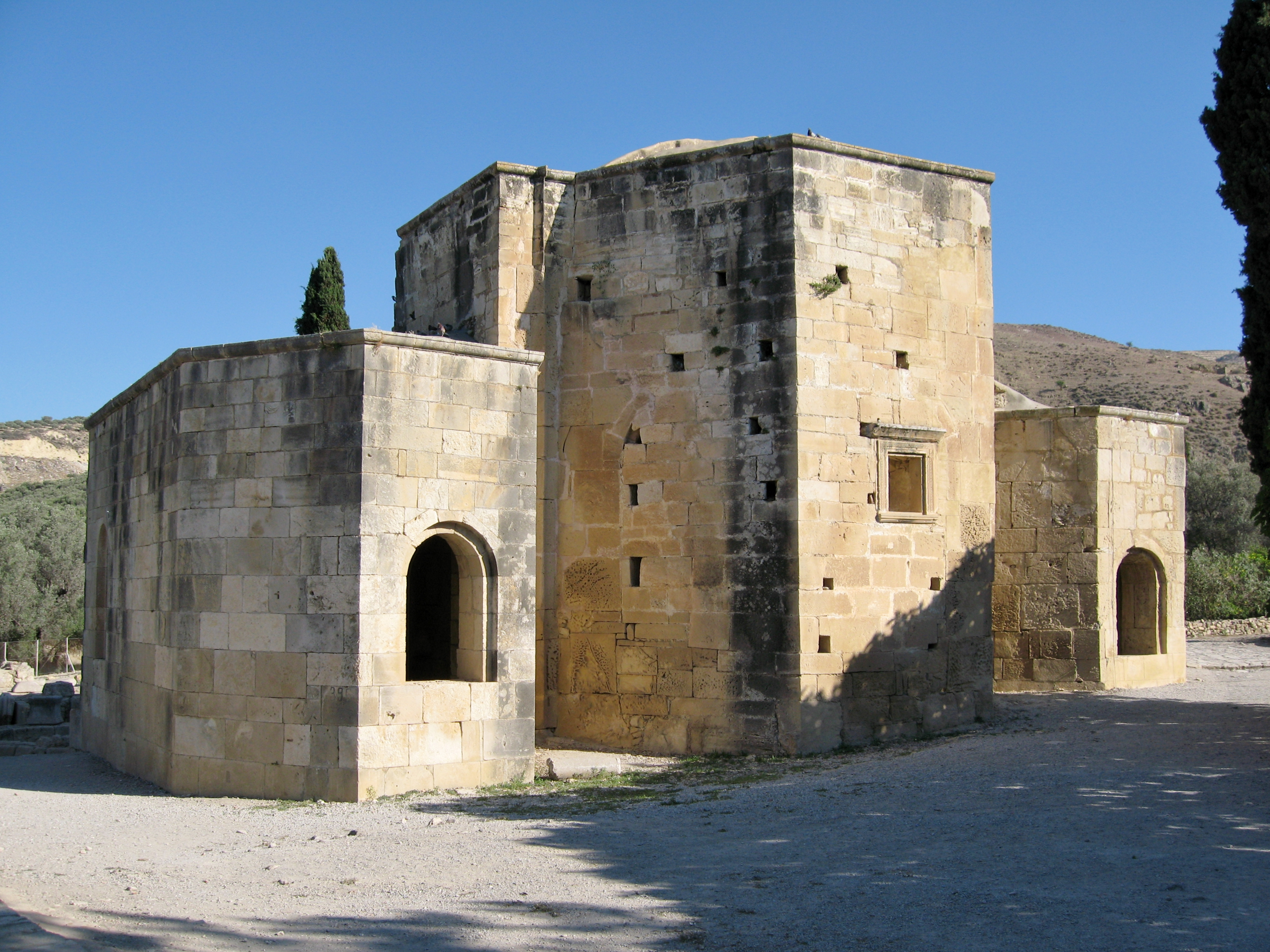
La basílica de San Tito, en Gortina, obra del.

Desde la reorganización del imperio por Diocleciano en 285, Creta se separó de Cirenaica y se incorporó a Mesia. Más tarde, Constantino la unió a Iliria, y Creta fue una de las doce diócesis de esta provincia. En el siglo IV, el territorio cretense pasó a la provincia de Macedonia. Hacia 754, Constantino V unió definitivamente a Creta bajo el control de la Iglesia de Constantinopla. Esta última reforma sucedió en plena crisis iconoclasta, en la que Creta se inclinaba en un principio hacia la veneración de imágenes.
El bizantino Hierocles estimó en 22 el número de ciudades cretenses en este periodo.
A partir de ese dato, el historiador Theocharis Detorakis estima la población de la isla en unos 250 000 habitantes.
Durante este primer período bizantino, Creta fue teatro de numerosas incursiones enemigas y de desastres naturales. El 9 de julio de 365 un seísmo seguido de un maremoto destruyó varias poblaciones. En 415 Gortina fue destruida por un nuevo terremoto. En 457 los vándalos realizaron una incursión, y en 623 los eslavos. A partir de la segunda mitad del siglo VII apareció la amenaza árabe. Los piratas árabes saquearon las costas cretenses en 656, 671, 674, y de manera repetida a inicios del siglo VIII.

## Edad Media

### Dominación árabe

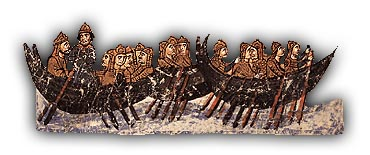
La flota árabe dirigiéndose hacia Creta. (Manuscrito Skylitzes de Madrid).

La historia de la conquista árabe de Creta comenzó lejos de ahí. En 813, un grupo de musulmanes rebeldes contra Alhakén I, emir de Córdoba, fueron derrotados. Obligados a salir de España, encontraron refugio en Egipto, donde aprovecharon las crisis políticas para adueñarse de Alejandría (818-819), antes de abandonar ese país para interesarse en Creta. La elección de invadir Creta fue tal vez influida por los egipcios, quienes siempre habían tenido intereses por la isla. En 824, Abu Hafs realizó una primera operación de reconocimiento en Creta, acompañada de pillaje, antes de iniciar la conquista en 825. Seducidos por la bondad y la fertilidad del clima, los árabes decidieron establecerse. Abu Hafs creía ver en Creta la «tierra deliciosa donde corrían la leche y la miel» que había prometido a sus seguidores. Ciertas tesis estiman que los árabes desembarcaron en la actual bahía de Almiros, al occidente de Heraclión, o bien en la bahía de Suda. Sin embargo, podría ser que los invasores desembarcaran en la costa meridional de la isla, una zona que no podía ser defendida por los bizantinos con la rapidez suficiente. La conquista se facilitó por una crisis interna en el seno del Imperio bizantino, que no pudo asegurar la defensa de la isla. Abu Hafs conquistó Creta en pocos años, a excepción de la región de Sfakia.
Los árabes fundaron una nueva capital en la costa norte de Creta, una ciudad fortificada y rodeada por un profundo foso. Este foso le dio nombre a la localidad, Kandax (o Handakas), que significa parapeto en árabe y que derivó posteriormente en Candía, un término que designaba tanto a Heraclión como a toda la isla. Creta fue un emirato en gran medida independiente de otras regiones árabes y se transformó en un principado hereditario.
La piratería y la presión económica sobre la población local permitieron la existencia del emirato, mientras que los cretenses fueron sometidos a una servitud muy severa.
Creta se desligó del resto del Imperio bizantino y decayó tanto económica como culturalmente. No se sabe de la existencia de ningún movimiento cultural ni de ninguna obra literaria, ni siquiera el nombre de alguna figura intelectual de esa época. En cambio, con los árabes hubo un dinamismo de la agricultura en Creta, desarrollándose el cultivo de la caña de azúcar, del algodón y de la morera.
Para los ortodoxos, el martirio de Cirilo, obispo de Gortina en el momento de la invasión, parece ser uno de los eventos más importantes. Las fuentes disponibles (griegas y árabes) no permiten saber si los árabes fueron respetuosos de la religión y los lugares de culto cristianos.
Con probabilidad, las conversiones al Islam fueron limitadas y seguramente, no obligatorias, al no ser relevantes económicamente hablando para los árabes, ya que los cretenses tenían que pagar el kharadj, un impuesto hipotecario para los no musulmanes.
Durante el siglo y medio de la dominación árabe, la isla volvió a ser, como en la antigüedad, una base de la piratería. Durante los siglos IX y X, los sarracenos emprendieron ataques contra Lesbos, la península del Monte Athos (862), la Calcídica (866), las costas adriáticas (872-873), y saquearon Tesalónica en 904. Creta constituyó durante ese siglo y medio el principal punto de apoyo para los árabes en la cuenca oriental del Mediterráneo. Por lo tanto, para los bizantinos la reconquista de la isla no significaba únicamente una liberación, sino también la neutralización de esta amenaza para las flotas del Mediterráneo y la necesidad de retomar el control de las rutas comerciales de la región.

### Segundo período bizantino

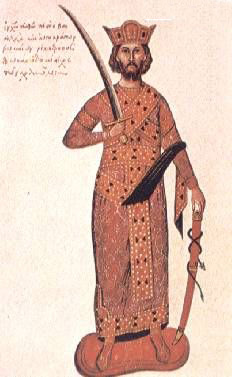
Nicéforo Focas.

Reconquistar Creta no fue una tarea fácil para Bizancio, teniendo en cuenta la gran extensión geográfica del imperio y la presencia de enemigos en todos los frentes, que impedía el lanzamiento de una gran ofensiva a Creta. Desde 826, Miguel II nombró a Foteinos -gobernador del thema de Anatolia- estratega de Creta. Foteinos desembarcó en la isla, pero los habitantes no respondieron a sus exhortaciones de sublevación. La armada de auxilio conducida por Crateros fue destrozada por los sarracenos, pese a algunos éxitos iniciales. Al parecer, Crateros fue hecho prisionero en la isla de Cos y finalmente empalado.
Entre 826 y 949 tres nuevas intentonas bizantinas fracasaron. En 844, un ejército al mando del logoteta Teoktistos, pese a su prometedor inicio, fue vencido en el Bósforo por los árabes.
En 948, Bizancio rechazó la amenaza de húngaros y tracios y pudo concentrarse en Creta. Constantino VII lanzó contra Creta una ofensiva de gran magnitud, pero sin resultado favorable. La reconquista tendría lugar en 961 después de que el emperador Nicéforo Focas tomó el mando de la expedición militar. La estrategia de Nicéforo descansaba en la superioridad numérica de sus soldados y en el poderío de la marina bizantina. Reclutó soldados en todas las themas de Asia y Europa, a los que añadió los cuerpos de élite de la guardia, 2 000 dromons provistos de fuego griego y varios cientos de barcos de transporte. Reunió sus tropas en Figela, en el Asia Menor, durante el verano de 960. Nicéforo Focas desembarcó en el norte de la isla en julio del mismo año y marchó hacia Chandax, a la que puso sitio desde la segunda mitad de 960 hasta marzo de 961. Chandax resistió por varios meses pero terminó por ser tomada el 7 de marzo de 961. Los musulmanes fueron masacrados y la ciudad saqueada. El resto de la isla fue tomado rápidamente. Los bizantinos obtuvieron de Creta un inmenso botín: las fuentes mencionan que fueron necesarios 300 barcos para su transporte. Nicéforo envió una parte del tesoro a su confesor San Atanasio, quien lo utilizó para la fundación del primer monasterio del Monte Athos.
Parece que el período árabe fue un período de saqueo y de una disminución de la natalidad. Para contrarrestar eso, Focas convirtió a los sarracenos en esclavos, ordenó cerrar todas las mezquitas y envió misioneros a la isla. Envió griegos, eslavos y armenios para aumentar la población, y proveyó a las ciudades de fortificaciones.
En 1082, el emperador Alejo I Comneno envió colonos elegidos entre las principales familias aristocráticas del imperio. Les otorgó grandes superficies y privilegios. Estos nuevos colonos fueron los fundadores de la nueva aristocracia cretense que estaría relacionada con las rebeliones nacionalistas de la isla durante los períodos siguientes de la historia.

### Dominación veneciana

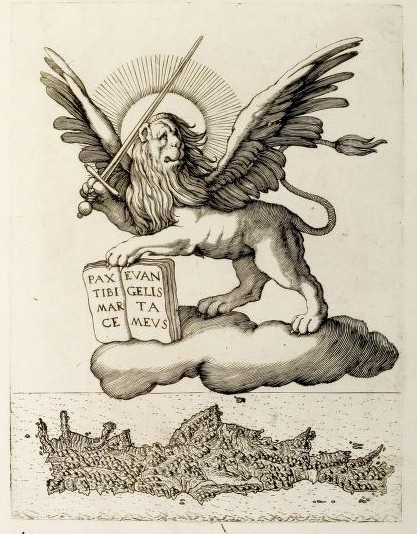
El león alado de San Marcos, símbolo de la República de Venecia, sobrevolando Creta.

La Cuarta Cruzada, lanzada inicialmente contra Egipto por el papa Inocencio II en 1198, llevó finalmente a los cruzados a Constantinopla, lo que produjo la partición del Imperio bizantino. El conde Balduino IX de Flandes fue elegido emperador por los cruzados. Bonifacio de Montferrato, proclamado rey de Salónica y de Macedonia, se hizo del control de Creta; Génova y Venecia, atraídas por la importancia comercial de las islas del Egeo, le hicieron ofertas para comprarle la isla. Los venecianos consiguieron su objetivo en 1204 a cambio de 1000 marcos de plata y de tierras en Macedonia. A la cabeza del gobierno de la isla de Cándia (derivado de Chándax) quedó Jacopo Tiepolo, con el título de Duque de Candía.
En tanto, Venecia se ocupaba principalmente de consolidar sus posesiones en el Peloponeso y no pudo tomar posesión de la isla inmediatamente. Los genoveses aprovecharon para apoderarse de una gran parte de Creta central sin encontrar resistencia de la población autóctona.
Tras una intentona infructuosa en 1206, los venecianos retomaron la isla entre 1208 y 1209, cuando Génova fue incapaz de sostener tropas en Creta. En 1212, Tiepolo llegó a un acuerdo con los genoveses, y estos evacuaron la isla a excepción de algunos enclaves que conservaron hasta 1217. La dominación veneciana duró cuatro siglos, si bien en 1294 los genoveses consiguieron adueñarse temporalmente de La Canea.

#### Instituciones venecianas

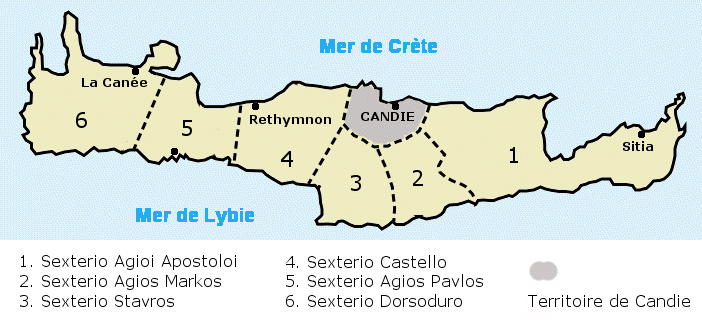
Las seis provincias (sexteria) venecianas de Creta en el.

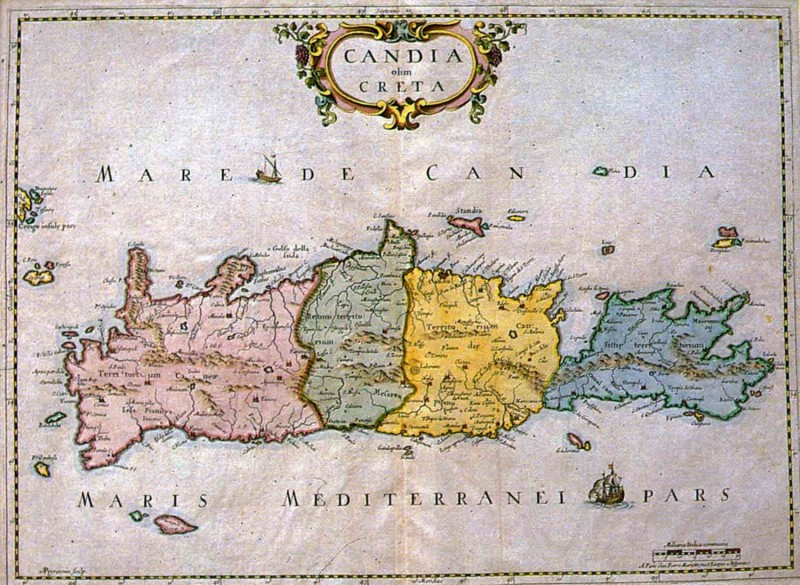
Mapa veneciano de Creta con las cuatro regiones de la isla creadas desde el.

Creta dependía directamente de Venecia y constituyó una región administrativa llamada Reino de Candía. Las islas de Tinos y Citera fueron parte también de ese reino.
En un inicio, la isla se dividió en seis territorios o sexteria:
- Sexterio de Agioi Apostoloi, correspondiente a la actual prefectura de Lasithi.
- Sexterio de Agios Markos
- Sexterio de Stavros
- Sexterio de Castello
- Sexterio de Agios Pavlos
- Sexterio de Dorsoduro

La división administrativa de la isla se formó de cuatro territorios a principios del siglo XIV: La Canea, Rétino, Sitía, y Candía. Estos territorios se subdividían a su vez en castellanías (castelli) y en poblaciones (casali). Solo la región de Sfakia no fue sometida por completo. Handax permaneció como capital, pero tomó el nombre de Candía.
Los magistrados se dividían en dos clases: los magistrados mayores, nombrados directamente en Venecia y parte de la nobleza veneciana, y los magistrados menores, cuyo reclutamiento era local. El magistrado supremo era el duque de Candía, nombrado directamente por el Gran Consejo de Venecia para un período de dos años. Su sede era Candía, y era asistido por dos consejeros, cada uno elegido también para un período de dos años. La organización del ejército y la defensa eran responsabilidad del Capitán de Candía, cuyos poderes se limitaban también a dos años. Los Camerlenghi tenían la responsabilidad de las finanzas. El castellano de Candía, encargado del gobierno de la ciudad, era también parte de los magistrados mayores. Un rector, elegido entre los cuatro consejeros de Candía fue nombrado en 1252 en La Canea, después de la fundación de la ciudad. Una organización similar se instauró en Rétino en 1273 y después en Sitía en 1314.
Los magistrados menores, escogidos entre la nobleza veneciana y la cretense, ejercieron funciones de jueces (arbitraban en los conflictos entre latinos y griegos)
o de notarios, especializados en deposiciones y en investigaciones.

#### Economía y sociedad

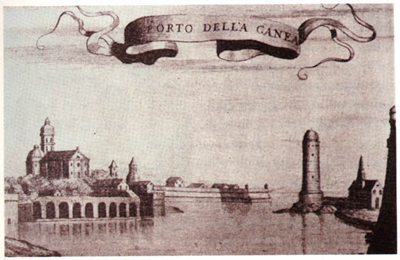
Grabado veneciano de La Canea.

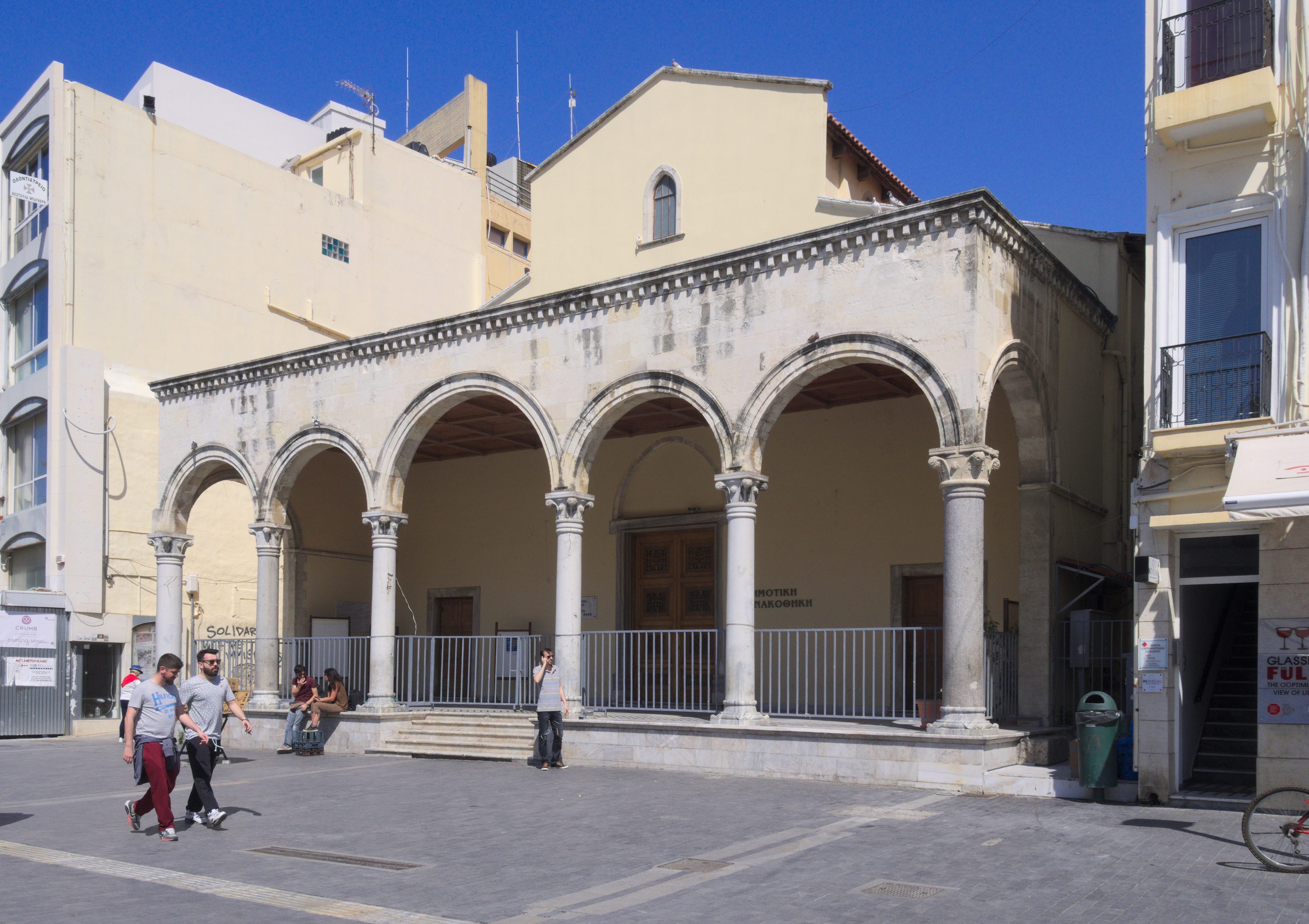
La basílica de San Marcos, en Candía (Heraclión).

El interés de Venecia por Creta fue principalmente estratégico y comercial. Por ello, los venecianos no se instalaron en un principio más que en las ciudades mayores. Pero Venecia terminó por ocupar toda la isla, y confiscó tierras para repartirlas a sus colonos, favoreciendo la instalación de estos a cambio de obligaciones militares. Así, en tiempo de guerra los propietarios nobles debían contribuir con un caballero, dos escuderos, además de armas y caballos. Los propietarios más modestos debían otorgar al ejército diez soldados a pie.
Cada colono recibió con sus tierras veinticinco siervos, probablemente descendientes de los siervos sarracenos de la época de Nicéforo Focas. Poco a poco, se desarrolló una nobleza cretense. Los primeros nobles cretenses eran de hecho los descendientes de las familias burguesas llegadas de Venecia durante las primeras oleadas de colonización del siglo XIII. Con el tiempo, se concedieron títulos de nobleza a cretenses o a italianos helenizados a cambio de servicios concedidos a la metrópoli. La clase noble alcanzó tan grandes proporciones que los títulos de nobleza en Creta terminaron por perder su prestigio.
Los cultivos de los venecianos fueron principalmente del orden especulativo. El cultivo de la viña conoció un gran crecimiento y el vino de Rétino, hervido por razones de conservación, se exportaba hasta Polonia, Alemania y Constantinopla. Hacia 1428 se desarrolló el cultivo de la caña de azúcar, que después sería desplazada por la del algodón. Por el contrario, el cultivo de cereales disminuyó en elevadas proporciones, por una parte, para dejar espacio a cultivos económicamente más interesantes, pero también porque Venecia en ocasiones prohibió el cultivo de trigo en las regiones más fértiles con el fin de evitar grandes concentraciones de siervos en un mismo lugar, además de evitar altas reservas alimenticias en caso de rebelión. Por lo tanto, Creta fue dependiente del trigo de Tracia o de Egipto.
El cultivo del olivo no parece haber sido practicado de manera intensiva en los primeros siglos de la ocupación veneciana. El viajero Cristoforo Buondelmonti, que visitó Creta entre 1415 y 1417 señala no haber encontrado un solo campo de olivos. Sin embargo, en el siglo siguiente la producción de aceite de oliva se intensificó. Un reporte de 1629 indica una producción de 500 000 mastata (aproximadamente 3 700 000 litros).
En los cuatro siglos de presencia, fue clara la helenización progresiva de la población veneciana. Durante los primeros siglos de ocupación, el catolicismo constituiría la línea divisoria entre los dos pueblos. Desde principios del siglo XVI, la influencia griega se hizo más presente. Los matrimonios entre cretenses y venecianos fueron más frecuentes, al mismo tiempo que muchos venecianos adoptaron la fe ortodoxa. La lengua griega fue adoptada por los venecianos católicos, y fue utilizada incluso en los círculos oficiales.

#### Rebeliones cretenses
La repartición desigual de la tierra y la pesada carga fiscal (un tercio de la producción agrícola era el impuesto) resultó demasiado incluso para los colonos, lo que explica los levantamientos de los siglos XIII y XIV. Pierre Daru contó catorce rebeliones entre 1207 y 1365. En 1361, el cobro de un impuesto para la reparación del puerto de Candía provocó un motín, que produjo la destitución del duque y su reemplazo por Marco Gradenigo, y la proclamación de la independencia de la isla. Los insurgentes se convirtieron a la ortodoxia y la iglesia de San Marcos de Candía fue transformada en San Tito. Candía fue reconquistada en 1364 por Venecia. La represión posterior produjo la emigración de numerosos colonos.

#### El Renacimiento cretense

El caballero de la mano en el pecho. Pintura de El Greco (1584).

La vida intelectual y artística de la época resaltó sobre la crisis económica y social. La educación, por ejemplo, se desarrolló durante el período veneciano. Hasta el primer siglo de ocupación, no hay ninguna prueba que permita constatar la existencia de escuelas en Creta.
En el siglo XIV, la enseñanza se desarrolló rápidamente a través de escuelas monacales que organizaron la creación de bibliotecas. Con frecuencia, los niños hijos de familias ricas estudiaban en Italia, principalmente en Venecia y Padua, y llevaron a Creta el espíritu del Renacimiento italiano.
Algunos estudiosos cretenses siguieron carreras políticas o religiosas de primer orden en Europa. El cretense Petros Phylagris sería el primer catedrático griego de la Universidad de París (1378-1381), antes de ocupar el cargo de cardenal (1405-1409), y posteriormente el de papa con el nombre de Alejandro V. En Milán, Demetrios Damilas publicó en 1476 la Gramática de Constantino Lascaris, la primera obra griega publicada en Europa.
De modo paralelo, numerosos artistas bizantinos que huían del avance otomano se instalaron en Creta y llevaron a la isla la tradición de Constantinopla. Así, la sociedad cretense se hizo de una cultura floreciente en los últimos años de la ocupación veneciana, que es llamada frecuentemente el Renacimiento cretense, un movimiento marcado por el resurgimiento de la tradición bizantina, influida por el Renacimiento italiano. La influencia italiana fue sensible en la literatura, y fue habitual escribir textos cretenses en alfabeto latino.
No obstante, la lengua cretense tradicional se utilizó en una floreciente literatura, cuyo ejemplo más conocido fue el Erotókritos de Vitsentzos Kornaros. Otra gran figura de la época fue Georgios Hortatzis, autor del trabajo dramático Erófilo. El pintor Domenikos Theotokopoulos, más conocido como El Greco, nació en Creta durante este período; estudió la iconografía bizantina antes de partir a Italia y finalmente a España.

## Época moderna y contemporánea

### Creta otomana

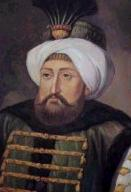
Retrato del sultán Mehmed IV. Bajo su reinado tuvo lugar la conquista de la mayor parte de Creta.

La presión turca fue palpable en el siglo XVI. Las islas del Egeo fueron capturadas por los turcos durante la segunda mitad del siglo XV, a excepción de Rodas, Creta, Chipre y algunas islas pequeñas. Rodas cayó en 1522 y en 1537 Venecia perdió sus posesiones de Morea: Monemvassia y Nauplia; en 1556 fue tomada Quíos y en 1570 los turcos desembarcaron en Chipre, una isla que el Papa intentó salvar. Se equipó una escuadra cretense en defensa de Chipre, pero esta llegó después de la caída de Nicosia. La rendición de Chipre provocó conmoción en Creta, donde se esperó la inminente invasión de los turcos.
En ese tiempo, Venecia solo era capaz de sostener una fuerza de 4,000 soldados en toda la isla. Encima, la metrópoli no era capaz de asegurar el pago de sueldos, y los soldados tenían que realizar trabajos adicionales para cubrir sus necesidades. Las fortificaciones cretenses no estaban en mejor estado a pesar de los esfuerzos en la reconstrucción. La política veneciana hacia los cretenses se suavizó frente a la amenaza otomana, y la relación entre ocupantes y ocupados mejoró, pero Venecia se mantuvo reticente a dejar armar a los cretenses para que estos defendieran su isla. Con todo, Venecia pudo contar con una milicia civil de 14 000 cretenses.
Como en varias ocasiones desde la Antigüedad, fue de nuevo la amenaza pirata lo que sirvió de pretexto para la invasión de Creta. En 1644, una embarcación turca que transportaba a un personaje importante de palacio fue atacada por los Caballeros de Malta y el botín fue vendido en La Canea. El sultán acusó a los venecianos de ser responsables, en particular porque la ciudad de Candía alojaba a los caballeros malteses. Al iniciar el verano de 1645, 350 navíos de guerra salieron de Estambul hacia Creta. Los otomanos desembarcaron en la parte occidental de la isla, cerca de La Canea, el 23 de junio de 1645. Tomaron esa ciudad después de 57 días de sitio y un bombardeo día y noche. En una segunda campaña en 1646, tomaron Rétino. Una tras otra cayeron Sfakia, Sitía, y después todas las ciudades de la isla. En la primavera de 1648, los venecianos no poseían más que tres sitios fuera de Candía: Gramvoussa, Spinalonga y Suda.

#### El sitio de Candía

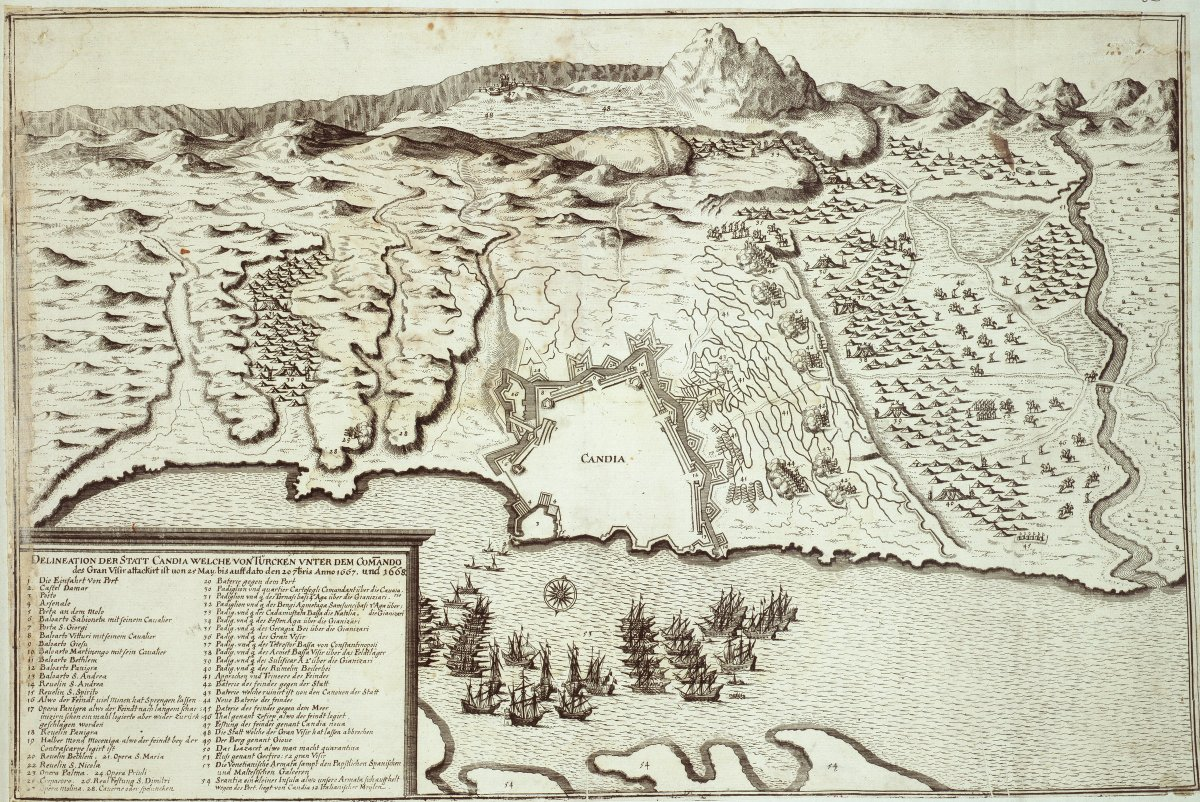
Grabado que representa a la ciudad de Candía siendo asediada en 1667.

En mayo de 1648 comenzó el sitio de Candía. Dirigidos por Deli Hussein, los turcos instalaron su campamento 7 km al occidente de la ciudad. Los primeros asaltos ocurrieron el 2 de julio de 1648, pero fueron rechazados por los venecianos. Los turcos destruyeron el acueducto que abastecía de agua la ciudad y rodearon esta casi totalmente, cortando la comunicación con el interior de la isla. Únicamente la vía marítima permaneció abierta a los venecianos sitiados.
Hasta 1666, el sitio pareció estar en un punto muerto. Al estar en guerra en los Balcanes, el Imperio otomano no estaba en condiciones de dar ayuda prioritaria a los sitiadores de Candía. Al mismo tiempo, el asunto comenzó a tomar una dimensión europea. Venecia insistió ante las grandes potencias para que estas interviniesen en el conflicto. En agosto de 1664, la Paz de Vasvar retiró a la Sublime Puerta del frente de los Balcanes. Entonces se pudo brindar ayuda a las tropas turcas de Creta. El gran visir Köprülü Fazıl Ahmed, vencedor de alemanes y austríacos en Neuhaüsel, se puso a la cabeza de las operaciones el 3 de noviembre de 1666. En la primavera de 1667 desembarcaron en Creta 64 galeras que transportaban a 40 000 soldados turcos procedentes del Peloponeso. Desde entonces, la ciudad de Candía fue bombardeada de manera cotidiana.
La deserción en el bando de los sitiados fue bastante promovida por los turcos. Köprülü gastó unas 700 000 monedas de oro para ese propósito. En noviembre de 1667 el coronel cretense Andreas Barotsis desertó y se pasó al lado turco, indicando los puntos débiles de las fortificaciones. Este fue quizás el evento decisivo del sitio.
A pesar del flujo regular de refuerzos, la disensión entre los comandantes occidentales impidió la posibilidad de un mejoramiento de la situación. La salida de las tropas francesas (16 o 20 de agosto de 1699) precipitó las negociaciones entre Francesco Morosini y los turcos con respecto a la rendición de la ciudad. Estas conversaciones iniciaron a finales de agosto y duraron unos veinte días, hasta el 16 de septiembre de 1669. Concluida la negociación, las hostilidades cesaron inmediatamente y los venecianos tuvieron doce días para evacuar la ciudad. El tratado también autorizó a la población cristiana a abandonar la ciudad con todo lo que pudieran llevarse. El 27 de septiembre, la ciudad quedó casi vacía. Una parte de los habitantes se refugió en el islote de Día, a unos metros de Candía, y de ahí se embarcarían hacia otras islas del mar Jónico o Egeo.
El costo en vidas humanas del sitio fue importante. Las fuentes turcas dan cuenta que, en 20 años de sitio, murieron 137 116 soldados otomanos, de los cuales 25 000 eran jenízaros y 15 pachás. A partir de entonces, la presencia veneciana en Creta se limita a tres puertos: Gramvoussa, Suda y Spinalonga.

#### Organización y administración

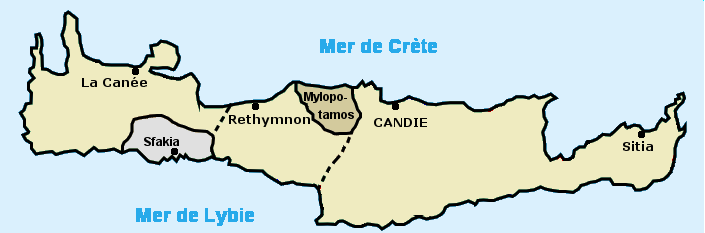
División administrativa del eyalet de
Creta. La región de Mylopotamos perteneció sucesivamente al pachá de Rétino y al pachá de Candía. La región de Sfakia estuvo bajo la dependencia directa de las ciudades de La Meca y Medina a partir de 1658.

Por primera vez desde hacía más de un siglo, el Imperio otomano se encontró con la pesada tarea de organizar una nueva provincia. A los ojos de los otomanos, Creta tenía la suficiente importancia para ser designada como un eyalet, es decir, una región completa, y se convirtió en la única isla del imperio que gozaba de tal estatuto.
Inicialmente, los turcos mantuvieron el sistema veneciano de división administrativa de la isla. Los cuatro territoria venecianos se convirtieron en pashalikis (o sandjaks): Sitía, Candía, Rétino y La Canea. Cada sandjak era dirigido por un pachá y se dividía en distritos (kandiliks) y en poblaciones. El centro administrativo se ubicaba en Candía (que fue renombrada como Kandiye). El pachá de Candía tenía predominancia sobre los demás. El kandilik de Mylopotamos pertenecía por turnos al sandjak de Candía o al de Rétino. Muy pronto, el eyalet se dividió únicamente en tres regiones, al unirse Sitía y Candía. El eyalet de Creta mantuvo esta división administrativa hasta 1867 cuando los 4 distritos más orientales de Candía se separaron para formar una nueva región.
Por mucho tiempo, se pensó que la región montañosa de Sfakia gozó de cierta independencia a causa de su geografía poco accesible. Sin embargo, algunas investigaciones recientes intentan demostrar que la región fue ofrecida como feudo a un Gazi Hussein, quien la cedió a su vez a las ciudades santas de La Meca y Medina en 1658.
Hasta entonces, el Imperio otomano tenía la costumbre de administrar por el ejército los territorios recién conquistados. La presencia militar otomana se tradujo en la fuerte presencia de jenízaros; varios de estos eran parte de la población cretense islamizada. En Candía, había cinco batallones, cada uno con 5000 jenízaros imperiales, y 28 cuarteles de jenízaros turco-cretenses. También había jenízaros en La Canea, para asegurar el control de la parte oeste de la isla.

#### Economía y sociedad

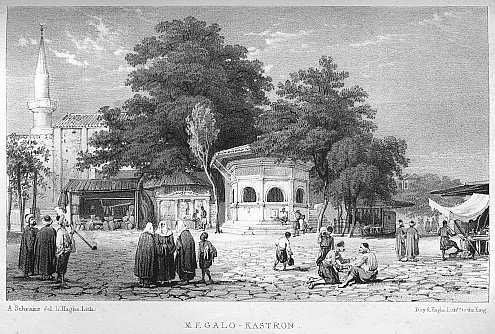
Grabado de la ciudad de Heraclión en 1853, durante la dominación otomana.

Una de las primeras consecuencias de la conquista otomana fue la merma de la población, que inició durante la larga lucha por la posesión de la isla. Las ciudades prácticamente se vaciaron de su población. La vida urbana se hizo muy limitada al decaer severamente el comercio en las ciudades; al menos así fue durante los primeros cincuenta años de la presencia otomana. Las cifras otomanas de 1671 de lo que actualmente son las prefecturas de Heraclión y Lasithi daban cuenta de 16 516 hogares, o sea unos 65 000 habitantes para la porción oriental de la isla. Bernard Randolph, que visitó Creta en 1687 estimó la población en cerca de 80 000 habitantes, de los cuales 50 000 eran cristianos y 30 000 musulmanes. Estas cifras, aunque no precisas, tienen el mérito de mostrar la escasa población de Creta. El número de habitantes aumentó en forma significativa a principios del siglo XVIII, con 53 753 hogares registrados, lo que corresponde a unas 200 000 personas aproximadamente, y alcanzó la cifra de 350 000 personas para finales del siglo XVIII.
Los cristianos fueron reducidos a la condición de raías. Fueron excluidos del servicio militar y se les impuso el pago del kharadj. La justicia estuvo en manos de los musulmanes y la jurisprudencia era con frecuencia desfavorable a los cristianos. La carga de los impuestos y el rigor de los ocupantes llevaron a muchos cristianos a convertirse al islam. Se concedieron tierras privadas a los conquistadores, que tuvieron entonces el título de aghas. Estos terrenos podían venderse y pasaban de padres a hijos.
La conversión al islam permitió a los nuevos musulmanes conservar sus tierras, su riqueza y sus privilegios. Tenían que recitar su confesión ante el Kadi y adoptar un nombre musulmán. La conversión podía, además, alcanzarse a través de matrimonios mixtos. La mayoría de los turcos llegaban a Creta sin esposa, y se casaban y formaban una familia en la isla, si bien los matrimonios mixtos estuvieron prohibidos en un principio. Se sabe también que muchos turcos permitieron a sus mujeres practicar su religión original. Por otro lado, algunos cretenses adoptaron la religión musulmana pero practicaban en secreto la religión ortodoxa: se les conoce como criptocristianos, y fueron un fenómeno presente en otras regiones del Imperio otomano.
El cultivo principal de la época otomana fue el trigo, y la isla era el proveedor de Eubea, Quíos y Rodas. Durante la hambruna en el norte de Europa de 1678, Francia se abasteció del trigo de Creta. El cultivo de la vid retrocedió, a causa de la prohibición religiosa. En el siglo XVIII, el desarrollo de la industria del jabón provocó que los cretenses se inclinaran por la producción de aceite de oliva; este se exportaba a Constantinopla y sobre todo a Marsella, donde el jabón se fabricaba a base de aceite.

#### Rebeliones cretenses

##### Creta y la Revolución Griega de 1821
Mientras la guerra de independencia se preparaba en el continente, parecía que los miembros de la Sociedad de los Amigos (Filiki Etairía) no habían sido capaces de organizar una verdadera actividad revolucionaria en Creta, una región alejada del resto de Grecia y que no presentaba las condiciones favorables para un levantamiento. Se tendría que esperar hasta los últimos meses antes de la insurrección y el apoyo a la causa independentista por personajes importantes de la isla para que la Etairía se volviese activa en Creta.
Los primeros síntomas de alzamiento alcanzaron Creta poco después del inicio de la insurrección en el Peloponeso, aun cuando esos síntomas fueron bastante débiles: la gran población otomana intimidó a los cretenses, quienes temían represalias, además de que la isla disponía de pocas armas (1200 fusiles para toda la isla, de los cuales 800 se concentraban en la ciudad de Sfakia). El 14 de junio de 1821 es la fecha oficial del inicio de la revolución en Creta, una fecha que corresponde a la victoria de los cretenses sobre los turcos cerca de La Canea, y a la primera reunión de la Asamblea de los Cretenses. Los griegos ganaron algunas batallas en el verano de 1821, pero las querellas entre los jefes de guerra impidieron una insurrección eficaz.

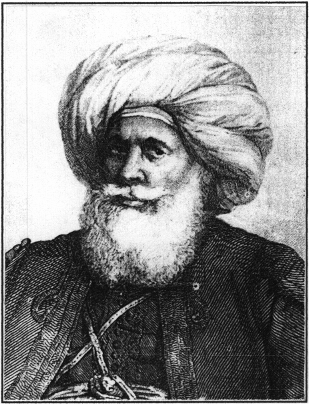
Mehemet Alí, virrey de Egipto.

Del 11 al 21 de mayo de 1822, una asamblea cretense celebrada en Armeni votó una carta constitucional y proclamó la unión de Creta con Grecia. Los turcos, que se enfrentaban con los griegos en el Peloponeso y en el resto de Grecia, no lograron controlar las rebeliones en la isla y el sultán Mahmut II tuvo que llamar al pachá de Egipto, Mehmet Alí. Este, que consideró la ocasión propicia para infiltrar sus intereses en un nuevo territorio, aceptó intervenir y el 28 de mayo de 1832, 30 buques de guerra y 84 barcos de transporte, comandados por su hijo Ibrahim Pachá, llegaron a la bahía de Suda.
Debido a la importancia de la isla y a su distancia del continente, los insurgentes crearon un poder distinto del gobierno griego, basado en los principios de la Asamblea Nacional de Epidauro (22 de junio de 1823).
Este gobierno se compuso de tres ministerios: guerra, economía y asuntos interiores. Además, una comisión de 16 miembros se encargó de la impartición de justicia.
A su llegada, Ibrahim Pachá ofreció la paz y declaró la amnistía general, pero los insurgentes se rehusaron a deponer las armas. Entonces Mehmet Alí solicitó la presencia de su cuñado Hussein Bey. Con un ejército de 12 000 hombres, Bein reconquistó una a una las regiones de la isla, y su ejército pudo, desde febrero de 1824, dirigirse hacia el corazón de la rebelión: la ciudad de Sfakia. Se rindieron numerosos comandantes cretenses, mientras la flota griega evacuaba 10 000 personas desde el poblado de Loutro. El número de cretenses que abandonaron Creta en los primeros meses de 1824 se ha estimado en 60 000. A partir de la primavera de 1824, la revolución en Creta parecía haber sido sofocada, aun cuando en 1825, había cretenses en la rebelión del Peloponeso que intentaban revivir la lucha en la isla.
En 1828, el Tratado de Londres tuvo un impacto en el desarrollo de los acontecimientos. Los comandantes rebeldes creían que las regiones de lengua griega en lucha contra el Imperio otomano formarían parte del nuevo Estado griego. Por lo tanto, el objetivo de los insurgentes fue mantener a Creta en un estado de rebelión permanente que garantizara su independencia. Pero el Tratado de Adrianópolis de 1829 dejó a Creta fuera del Estado griego y en manos del Imperio otomano. El Reino Unido maniobró bastante para llegar a esa solución, pues se oponía a la independencia de Creta, pese a las protestas de la Asamblea Cretense. El Reino Unido pretendía evitar que Creta volviera a convertirse en una base de la piratería y sobre todo, que Rusia no pudiese incrementar su influencia en el Mediterráneo oriental, en una época en que la diplomacia rusa triunfaba en los Balcanes y que la liberación de Grecia pareciera estar relacionada con la victoria del ejército ruso.

##### Dominación egipcia
El protocolo de Londres de 1830 cedió Creta a Mehmet Alí, lo mismo que Chipre y Siria, debido a los servicios que se debían al sultán durante la revolución griega. Como gobernador de la isla, Mehmet Alí nombró a un albanés, Mustafá Pachá, quien llevó una administración justa e imparcial. Mustafá llamó a la calma, acordó la amnistía general e invitó a los emigrantes a regresar, lo que provocó que la población cristiana se incrementara de 90 000 a 120 000 habitantes. Se instauraron dos consejos mixtos, aunque una minoría cristiana les impidió ser completamente atendidos. En esa época, se realizaron numerosas obras públicas: caminos, puentes, acueductos y por primera vez desde la época veneciana, se construyeron nuevos puertos.
La implicación de Mehmet Alí en un conflicto contra el Imperio otomano y su derrota en Siria quebrantaron el poder egipcio en Creta. Las grandes potencias, en su voluntad de mantener intacto al Imperio otomano y a fin de preservar sus intereses, decidieron otorgar Creta al Imperio otomano después del Tratado de Londres del 3 de julio de 1840. Esta decisión fue el pretexto de una nueva intentona de insurrección, que no tuvo éxito (febrero a abril de 1841).
La situación interna de Creta no cambió realmente. Mustafá Pachá regresó el 31 de octubre de 1842 y ahí permaneció hasta 1850, fecha en la que se convirtió en gran visir. Entre los cambios realizados, la capital de la isla se trasladó a La Canea en 1851 y la isla se dividió en 23 provincias (Kazades).
Las revoluciones de 1848 tuvieron un eco favorable en Creta, aun cuando ninguna rebelión estalló en la isla en ese año. El 30 de marzo de 1856, el Tratado de París obligó al sultán a aplicar el Hatti-Houmayoun, es decir, la igualdad civil y religiosa entre cristianos y musulmanes. Pero ante el elevado número de conversiones de musulmanes al cristianismo (principalmente antiguos cristianos), el imperio intentó retractarse sobre la libertad de conciencia.
En las cuatro décadas siguientes, hasta la independencia de 1898, los levantamientos no hicieron más que seguir el camino entreabierto por el Hatti-Houmayoun.

##### La gran rebelión de 1866

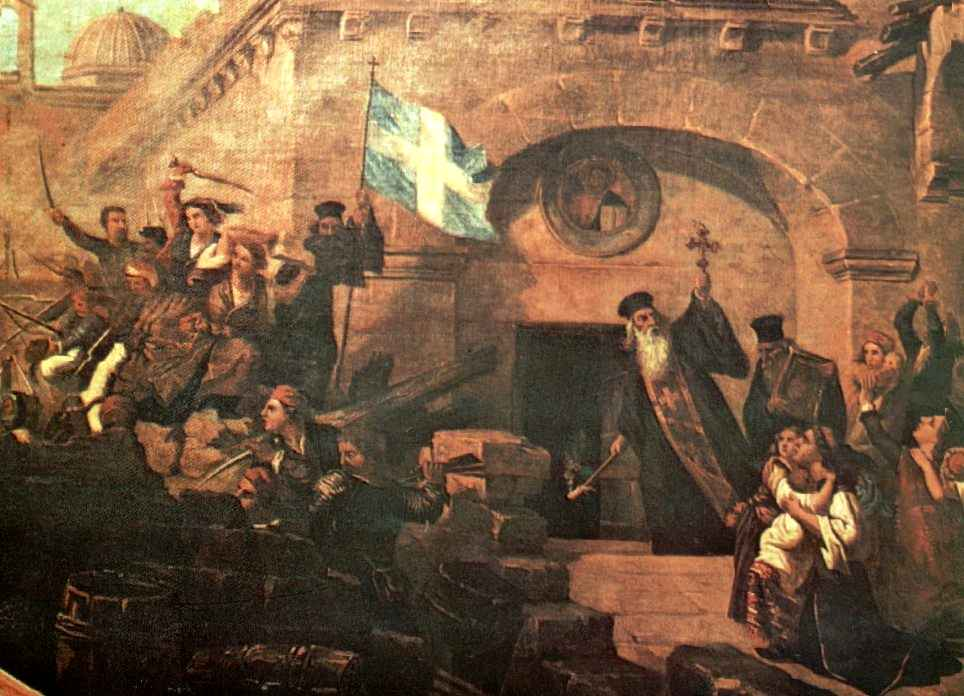
Pintura de la masacre de Arkadi de 1866.

Dos causas principales pueden explicar el levantamiento del pueblo cretense en 1866. La primera fue la reticencia de las autoridades otomanas para aplicar el Hatti-Houmayoun de manera estricta. La segunda causa fue la intervención de Ismail Pachá, virrey de Egipto y gobernador de Creta desde 1861, en un conflicto interno relacionado con la organización de los monasterios cretenses. Este conflicto provocó reacciones violentas en el seno de la población cristiana de Creta. Una asamblea revolucionaria se reunió en la primavera de 1866 y demandó la unión de Creta con Grecia. La insurrección alcanzó su apogeo con la masacre del monasterio de Arkadi, en noviembre de 1866, cuando varios cientos de rebeldes cretenses, además de mujeres y niños, prefirieron morir haciendo estallar la reserva de pólvora del monasterio antes que rendirse.
En noviembre de 1867, Alí propuso un nuevo proyecto administrativo, la Ley orgánica, que contenía ciertos privilegios, destacándose una representación limitada de los cretenses en la administración de la isla, desgravaciones fiscales, el establecimiento de un banco y la equivalencia plena de las lenguas turca y griega. En enero de 1869, la Conferencia de París, que se efectuó sin representantes griegos, conminó al gobierno helénico a abstenerse de toda acción militar en la isla. Creta permaneció en manos del sultán, pero fue declarada provincia privilegiada, gobernada según los estatutos especiales acordados en 1867. La insurrección de 1866 hizo que Creta fuese incluida por la diplomacia de las grandes potencias europeas dentro de la «Cuestión de Oriente».

### Creta contemporánea

#### Estado de Creta

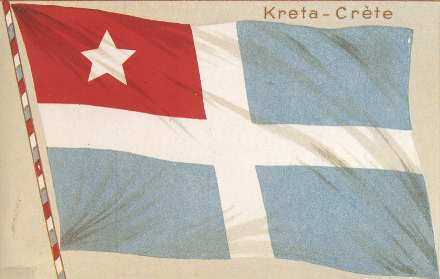
Bandera de la Creta autónoma.

En 1895, la masacre de armenios en Anatolia conmocionó a la opinión pública internacional y obligó a las grandes potencias a interesarse en el destino de Creta. Para mostrar su buena voluntad, la Sublime Puerta reemplazó al gobernador turco de Creta por un cristiano, Alexandros Karatheodoris. Los turco-cretenses, opuestos a esa nominación, perpetraron masacres de cristianos para obligar a Karatheodoris a dimitir. En reacción, se constituyó una asamblea revolucionaria con el apoyo del cónsul general de Grecia.
La tensión aumentó con los actos de violencia perpetrados por los turco-cretenses. El 11 de mayo de 1896, fueron masacrados varios greco-cretenses en La Canea y sus alrededores. Incidentes similares ocurrieron en Heraclión. Estos eventos llevaron a las potencias a intervenir y a acentuar su presión sobre Estambul para que el gobierno otomano realizara nuevas concesiones. En La Canea, los cónsules de las grandes potencias proporcionaron una Constitución a los representantes cristianos de Creta. Los principales puntos eran: a) la nominación por el sultán, con el consentimiento de las grandes potencias, de un gobernador cristiano por un período de cinco años; b) el número de empleos reservados a los cristianos debía ser el doble de los reservados a los musulmanes; c) la policía cretense debía reorganizarse y ser dirigida por oficiales europeos, y d) garantizar una plena independencia económica y judicial a la isla, que sería garantizada por las grandes potencias.
La situación se relajó un tiempo, pero la tensión revivió a medida que el Imperio otomano demoró en poner en práctica la Constitución. A mediados de enero de 1897, se reanudaron las masacres de greco-cretenses; en La Canea, fue incendiada la residencia del obispo, lo mismo que los barrios cristianos.
Estas nuevas matanzas perpetradas por los musulmanes provocaron la intervención de Grecia, que invadió la isla, la proclamó ocupada y la unificó a su territorio el 1 de febrero de 1897. El Imperio otomano solicitó la intervención de las potencias europeas. Francia, el Reino Unido, Italia, Rusia, el Imperio austrohúngaro y Alemania enviaron buques de guerra y contingentes militares a La Canea, Candía, Rétino y Sitía. Las potencias no reconocieron la unión de Creta y Grecia, dirigieron un ultimátum a esta última para retirar sus tropas, y propusieron la autonomía de la isla el 17 de febrero de 1897. Grecia rechazó esa posibilidad, lo mismo que la idea de un principado.
En abril, la guerra que estalló entre Grecia y el Imperio otomano obligó a aquella a retirar sus tropas de Creta para utilizarlas en el continente. Los griegos, derrotados por el ejército turco entrenado por Alemania solicitaron la intervención de las potencias. Así se extinguía temporalmente en Creta la posibilidad de una unión con Grecia y los líderes cretenses tuvieron que aceptar la autonomía.
Se formó entonces el Estado de Creta, un estado autónomo que permaneció bajo la soberanía del Imperio otomano. Alemania y Austria-Hungría evacuaron sus tropas y debido a su interés creciente por Turquía, abandonaron la cuestión cretense. Gran Bretaña, Francia, Rusia e Italia mantuvieron sus tropas con el objetivo de restaurar el orden e introducir reformas. Estos cuatro países dividieron la isla en cuatro partes, que administraron separadamente, mientras que la capital, La Canea, fue administrada de manera conjunta. Esta administración, llevada a cabo por un consejo de almirantes fue reconocida por la Asamblea Cretense. El 26 de noviembre de 1898, las potencias propusieron para gobernador de la isla al príncipe Jorge de Grecia, hijo del rey heleno.

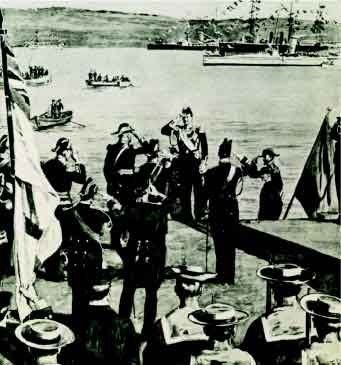
Llegada del príncipe Jorge de Grecia a Suda, el 9 de diciembre de 1898.

Un consejo ejecutivo, del que formaba parte Eleutherios Venizelos, se encargó de la administración de la isla hasta la llegada del príncipe. Este consejo fue testigo del último evento trágico de la presencia otomana. El 25 de agosto de 1898, un motín turco desembocó en una matanza de centenares de cristianos, de 17 soldados británicos y del cónsul británico en Creta.
Los soldados otomanos fueron conminados a abandonar la isla: el último de ellos salió de Creta el 2 de noviembre de 1898. El príncipe Jorge llegó el 9 de diciembre y las potencias levantaron enseguida el bloqueo sobre Creta, dejando solo algunos contingentes militares en la isla. A partir de esa fecha, numerosos turco-cretenses abandonaron sus hogares: el censo de 1900 estimó la población musulmana en 1/9 de la población total, contra 1/3 en 1881.
El gobierno del príncipe Jorge elaboró una constitución, la primera de la isla. Se organizaron elecciones, que designaron a 138 diputados cristianos y 50 musulmanes. De 1898 a 1904, Creta conoció un período de paz, aun cuando había opiniones divergentes en su población sobre el destino que debía seguir la isla.
En la primavera de 1905 estalló una rebelión contra el gobierno cretense. Fue dirigida por Eleutherios Venizelos, quien denunció la corrupción alrededor del príncipe Jorge. Este último debió renunciar a sus funciones y fue reemplazado por Alexandros Zaimis, antiguo presidente del consejo helénico.
El mandato de Zaimis no llegó a los cinco años previstos. En 1908, la comisión que lo reemplazó en una ausencia, proclamó la Enosis a Grecia el 10 de octubre de 1908. La unión fue finalmente rechazada por la presión de Reino Unido, pero se pidió a cambio la evacuación de las tropas extranjeras de la isla.
Así, Creta accedió a una independencia de facto, aunque en teoría permaneció bajo la soberanía turca.
El período de independencia propició la creación económica e intelectual. Se realizaron numerosas obras de infraestructura y se erigieron lujosos edificios públicos o privados. En Rétino, por ejemplo, prosperó la actividad intelectual, como lo demuestran las salas de cine o teatros de esa época.

#### La Enosis
Aprovechando los desórdenes interiores en el Imperio otomano en 1908, los cretenses declararon la unión con Grecia, un acta que no fue reconocida internacionalmente sino hasta 1913.
Al principio, incluso la propia Grecia se negó a reconocer la unión, temiendo represalias de las grandes potencias. Por lo tanto, hubo una serie de gobiernos provisionales compuestos de políticos cretenses (el de Eleutherios Venizelos duró hasta 1910) que dirigieron la isla.
Con el Tratado de Bucarest de 1913, que puso fin a la segunda guerra de los Balcanes, el sultán Mehmet V renunció a sus derechos sobre Creta en diciembre. La bandera griega se izó en la fortaleza de La Canea (convertida en capital) en presencia del rey Constantino I de Grecia y de Eleutherios Venizelos el 1 de diciembre de 1913. En el mismo lugar, se erigió una placa de mármol que tenía la inscripción siguiente:

Ocupación turca de Creta
1669-1913
267 años, 7 meses, 7 días
de agonía.

El primer gobernador griego fue el antiguo primer ministro Stephanos Dragumis.

#### Creta en el seno de Grecia

##### Economía y sociedad en los primeros años de la unión
El historiador Detorakis estima que, económicamente, Creta se hallaba en mejor situación que la mayoría de las regiones de Grecia. Un indicio de ello fue que las exportaciones superaron las importaciones, de acuerdo a un estudio de 1928.
La economía local se basaba principalmente en la agricultura, y en particular en el cultivo del olivo. Había 80 000 hectáreas de olivares que producían 25 000 toneladas de aceite. Enseguida venía la producción de vino, en las cercanías de Heraclión y La Canea. Otros cultivos presentes en gran escala eran los de almendras, cítricos, nueces, tabaco y seda. La ganadería se desarrolló rápidamente en este período, al igual que la producción de queso; de esta última se exportaron 650 toneladas en 1928.
La industria comenzó a implantarse. Además de las viejas fábricas de jabón de Heraclión, hicieron su aparición en esa misma ciudad las fábricas de transformación de la uva o de los cítricos. Sin embargo, en 1928 la industria cretense no representaba más que el 2% de toda la producción industrial del reino de Grecia.

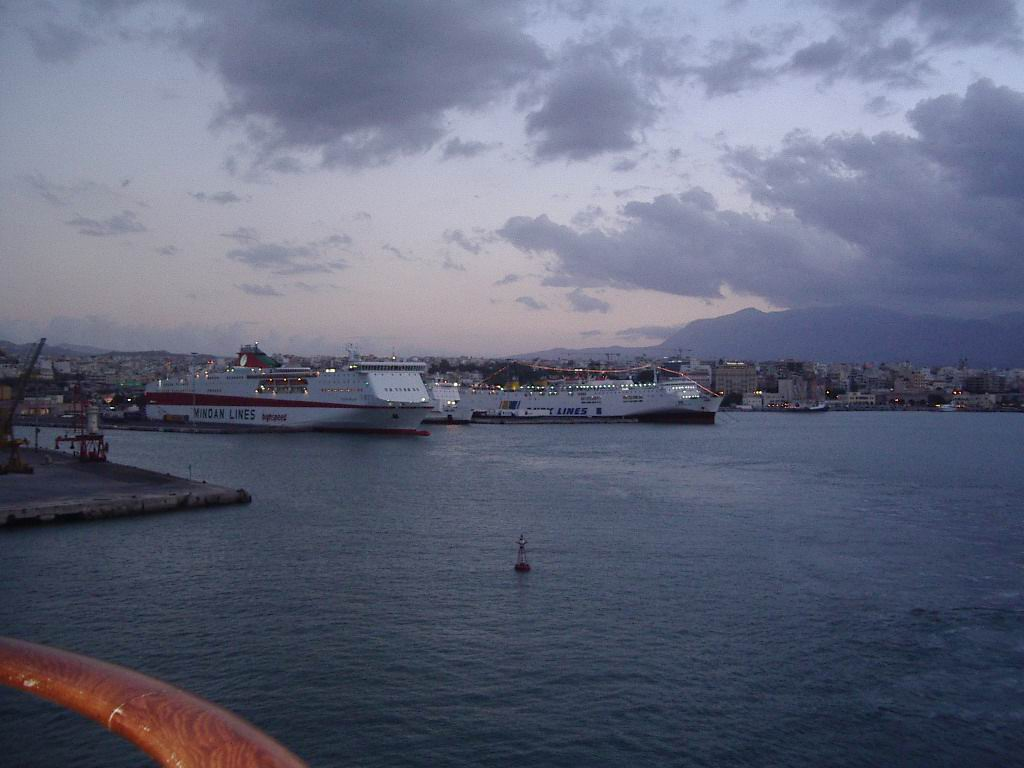
El nuevo puerto de Heraclión.

Se realizaron obras de gran envergadura, como la construcción del nuevo puerto de Heraclión, capaz de atender a barcos de gran tonelaje, y la apertura de dos aeropuertos, en Maleme y en Heraclión.
La Creta de los años 1910 era un bastión del venizelismo. En 1915, Eleutherios Venizelos se opuso al rey Constantino I de Grecia con motivo de la entrada de Grecia en la Primera Guerra Mundial del lado aliado, posición que el ministro defendía. La isla lo apoyó cuando Venizelos fundó un Gobierno de defensa nacional con base en Tesalónica, que controló el norte de Grecia y se alió a Francia y al Reino Unido.
La derrota de Grecia frente al Imperio otomano en 1922 provocó la llegada a Grecia de refugiados griegos del Asia Menor. Creta recibió a numerosos refugiados, en particular los procedentes de la región de Esmirna, quienes se instalaron principalmente en Heraclión. El Tratado de Lausana de 1923 permitió el intercambio de población entre Grecia y Turquía. Lo que quedaba de población turca en la isla, unas 30 000 personas, fue evacuada y sus antiguas tierras fueron repartidas entre los greco-cretenses. Unas 10 000 hectáreas fueron repartidas entre 17 000 griegos. Cerca de 33 900 refugiados se instalaron en Creta. Según las cifras de 1928, los refugiados llegados de Asia Menor y Tracia oriental sobrepasaron en algunos demos cretenses el 10% de la población; tal es el caso de los demos de La Canea, Rétino y Pirgos, y en Heraclión superaron el 20%.
De manera general, la población aumentó. El censo de 1928 reportó 386 427 habitantes, contra los 336 151 de 1913. Después de varios siglos de presencia otomana, la población era casi exclusivamente ortodoxa, salvo algunas pequeñas comunidades judías y armenias concentradas en las ciudades.
A finales de la década de 1930, Grecia fue dirigida por el gobierno dictatorial de Ioannis Metaxas. El 28 de julio de 1938, un grupo compuesto por oficiales militares y viejos políticos tomaron el control de la estación de radio de La Canea e hicieron un llamado al rey Jorge II y al ejército a derrocar al régimen de Metaxas. Esa acción formaba parte de un plan de mayores dimensiones dirigido por Emmanouil Tsouderos, entonces gobernador del Banco de Grecia. La marina griega fue enviada a Creta y el alzamiento fue sofocado en unas cuantas horas. Los dirigentes capturados fueron condenados a prisión o al exilio en las Cícladas. Los que pudieron escapar a Chipre fueron condenados a muerte por contumacia.

#### Creta durante la Segunda Guerra Mundial

##### Invasión de Grecia

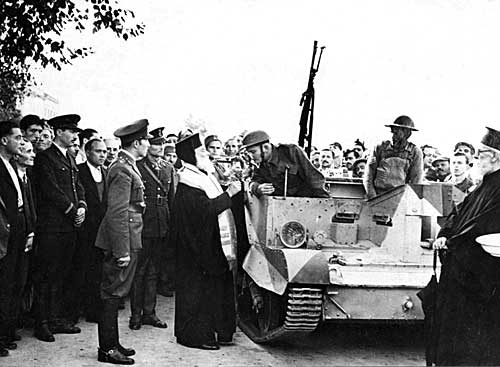
Un sacerdote cretense bendice a los soldados británicos en Creta antes de ser embarcados a Grecia continental.

En 1939, el Reino Unido garantizó ayuda militar a Grecia si su integridad territorial era amenazada. El interés principal del gobierno británico era que Creta no cayera en manos enemigas, ya que la isla era considerada como una defensa natural de Egipto y por lo tanto del Canal de Suez y de la ruta de la India. Las tropas británicas ocuparon Creta con el consentimiento del Gobierno griego a partir del 3 de noviembre de 1940, con el objetivo de liberar la quinta división griega de Creta y de enviarla al frente albanés.
La invasión de Grecia por las fuerzas del Eje comenzó el 6 de abril de 1941 y se logró en pocas semanas a pesar de la intervención de los ejércitos de la Commonwealth del lado de Grecia. El rey Jorge II y el gobierno de Emmanouil Tsouderos se vieron obligados a abandonar Atenas y a refugiarse en Creta el 23 de abril. Creta sirvió también de refugio para las tropas de la Commonwealth que huían de las playas del Ática y del Peloponeso hacia Creta para organizar ahí un nuevo frente de resistencia.

##### Batalla de Creta

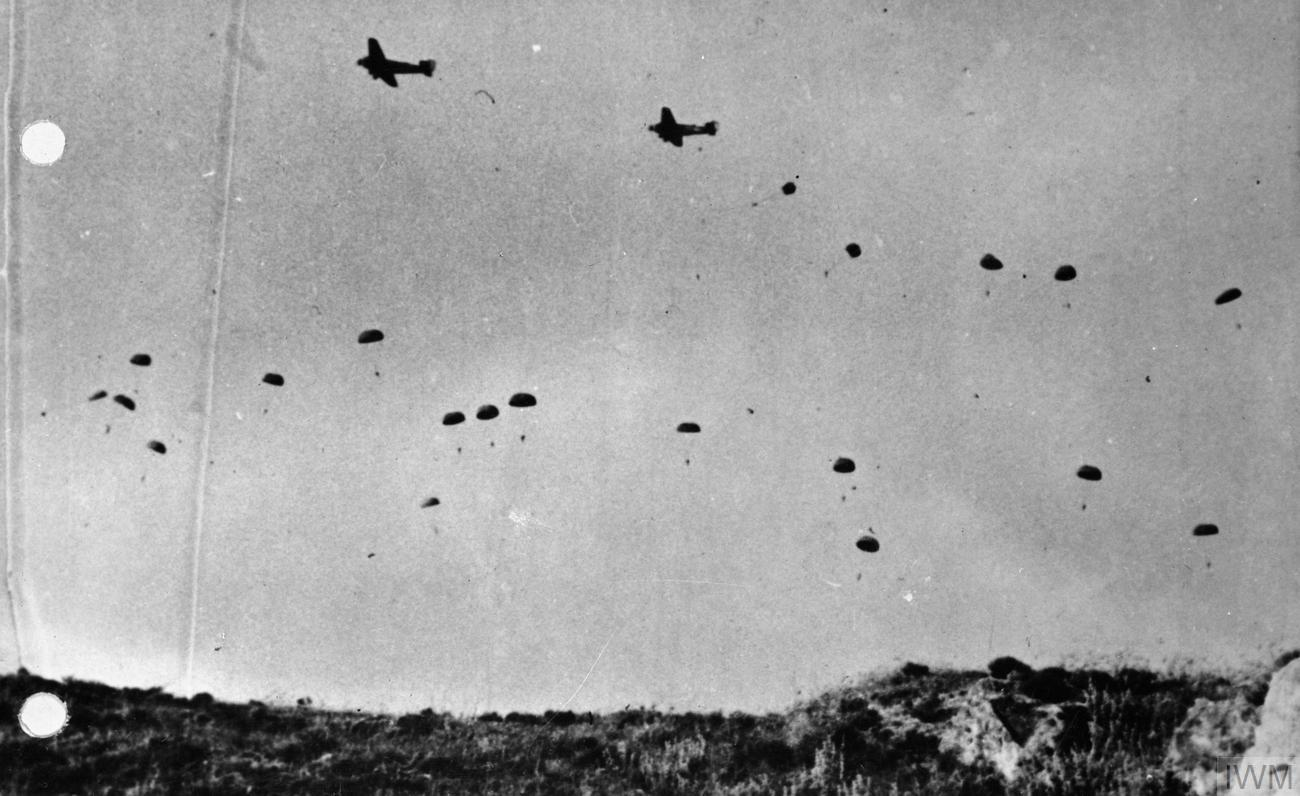
Paracaidistas alemanes en el cielo de Creta.

Después de la conquista de Grecia continental, Alemania se dirigió hacia Creta, que era la última etapa de la campaña de los Balcanes. La batalla de Creta opuso las tropas británicas y aliadas (neozelandesas, australianas y griegas) a los paracaidistas alemanes durante 10 días, del 20 al 31 de mayo de 1941.
La mañana del 20 de mayo de 1941, el Tercer Reich lanzó una invasión sobre Creta por aire, con el nombre de Operación Mercurio. Se lanzaron 17 000 paracaidistas alemanes bajo las órdenes del general Kurt Student en tres puntos estratégicos: Maleme, Heraclión y Rétino. Su meta era asegurar el control de los tres aeródromos para permitir la llegada de refuerzos transportados por la Luftwaffe, que disponía ahora de la supremacía en el espacio aéreo, mientras que la Armada Británica aún conservaba el dominio del mar e impedía cualquier intento de desembarco.

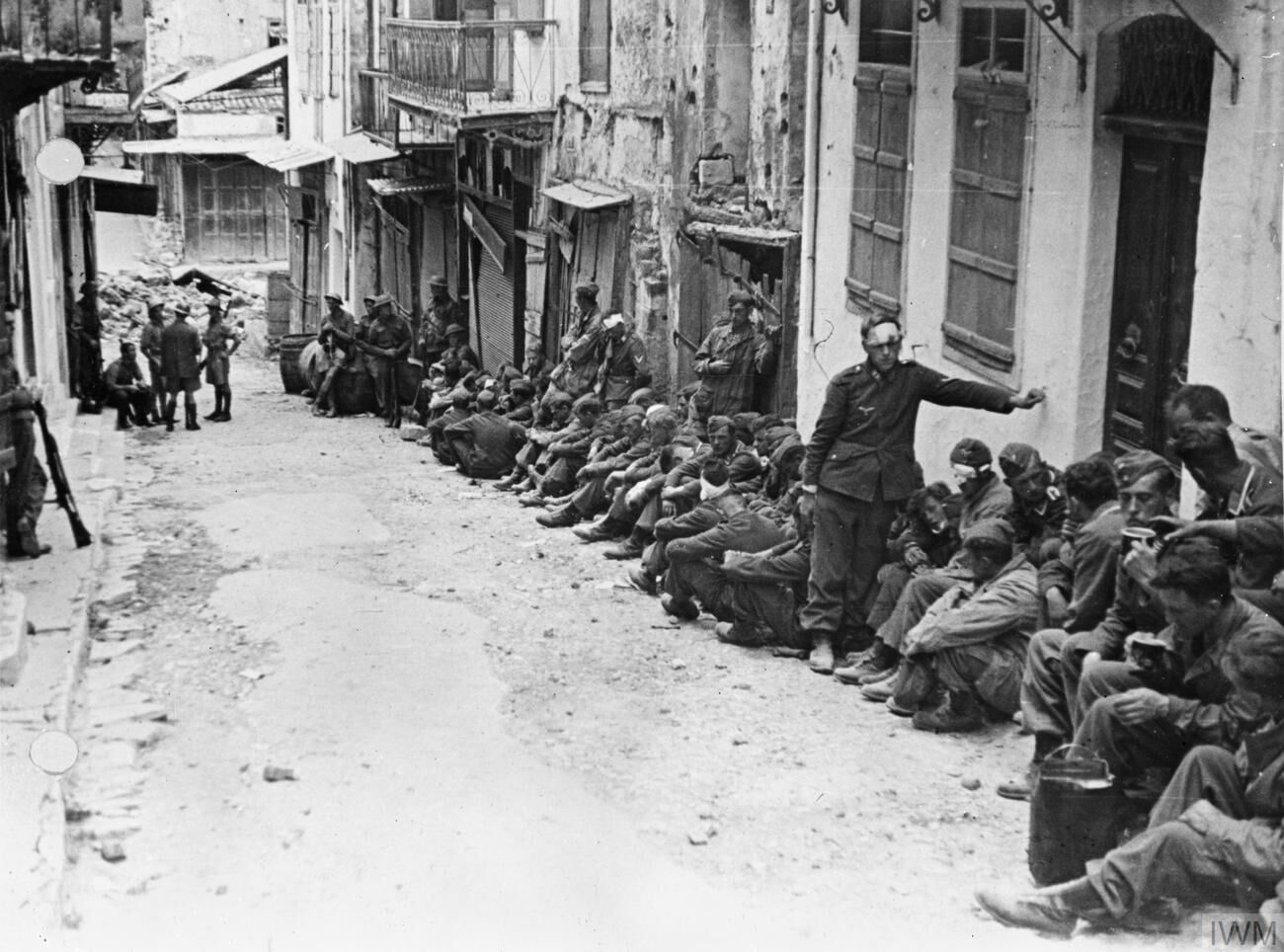
Prisioneros alemanes.

Durante dos semanas, la batalla resultó difícil y alcanzaría una proporción de victoria complicada para los alemanes. Los invasores se encontraron con una férrea resistencia de los griegos, de las tropas de la Commonwealth, y de los civiles. Tras una jornada de combates, Alemania no había alcanzado ninguno de sus objetivos y había perdido ya más de 4 000 hombres.
Al día siguiente, cayó el aeropuerto de Maleme. Una vez asegurada esa ciudad, los alemanes desembarcaron por miles, pese a que dos de sus barcos fueron hundidos por la Armada Británica el 21 y 22 de mayo, y sometieron toda la parte occidental de la isla. Tras siete días de combates, los generales aliados reconocieron que debido al nutrido número de soldados alemanes, se había perdido toda esperanza de victoria. Para el 1 de junio de 1941 los aliados habían evacuado totalmente Creta, que quedó bajo control alemán. Tras las costosas pérdidas sufridas por las tropas de élite paracaidistas, Hitler renunció a toda posibilidad de aerotransportación para las batallas futuras. El general Kurt Student declaró que Creta había sido «el cementerio de los paracaidistas alemanes» y una «victoria desastrosa».

##### Ocupación y resistencia
Las tropas alemanas se vengaron de las dificultades que pasaron durante la conquista de la isla arrasando el poblado de Kandanios, cerca de La Canea, el 3 de junio de 1941. La toma de este pueblo había costado la pérdida de numerosos hombres. El 3 de junio de 1942, 62 rehenes, entre los que se hallaban ciudadanos notables de Heraclión, fueron ejecutados en el aeropuerto de la ciudad, en represalia a los sabotajes de los británicos y de los griegos en resistencia. El 3 de septiembre de 1942, el mayor retirado Alexandros Rautopoulos, jefe del Comité Nacional Revolucionario Cretense, fue ejecutado en La Canea tras ser torturado. Los primeros grupos de la resistencia cretense se formaron en las montañas desde junio de 1941. En enero de 1942, las tropas alemanas rodearon a los miembros de la resistencia de Asterousia en la región de Messara. Los rebeldes se resistieron a escapar después de intensos combates. En septiembre de 1943, un combate opuso las tropas de ocupación a los resistentes comandados por el capitán Bantouvas en la región de Symé: 23 soldados alemanes fueron muertos y trece hechos prisioneros.
En represalia, once aldeas fueron destruidas y 352 cretenses fusilados. Además, unos 400 rehenes iban a ser ejecutados, pero los salvó la intervención de Eugenios Psalidakes, futuro arzobispo de la isla. El 4 de mayo de 1944, las tropas alemanas arrasaron la aldea de Saktouria, cerca de Rétino, y toda su población masculina mayor de 15 años fue ejecutada. El 13 de agosto tocó el turno a Anogeia, donde solo se salvaron las iglesias. El 15 de octubre de 1944, la resistencia cretense impidió la masacre del pueblo de Phournies en la región de La Canea e infligió algunas pérdidas a los alemanes. Lo mismo sucedió en Vryses, en la misma región, dos meses más tarde. La guarnición alemana de Creta no se rindió sino hasta el 12 de mayo de 1945. Después de la contienda, los generales Friedrich-Wilhelm Müller y Bruno Bräuer fueron juzgados, condenados y fusilados en Atenas por estos crímenes.

#### Creta en la actualidad
La guerra civil griega que asoló Grecia en los años siguientes a la Segunda Guerra Mundial no se desarrolló en las islas. Creta comenzó un período de reconstrucción de un modo más sereno que las demás regiones griegas.
La emigración, sin embargo, fue importante. La isla aportó 9% de los inmigrantes de Atenas. En Alemania, 56% de los inmigrantes griegos eran cretenses; 11% de los inmigrantes griegos de Bélgica y Australia y 3,8% de los de Estados Unidos procedían de Creta.

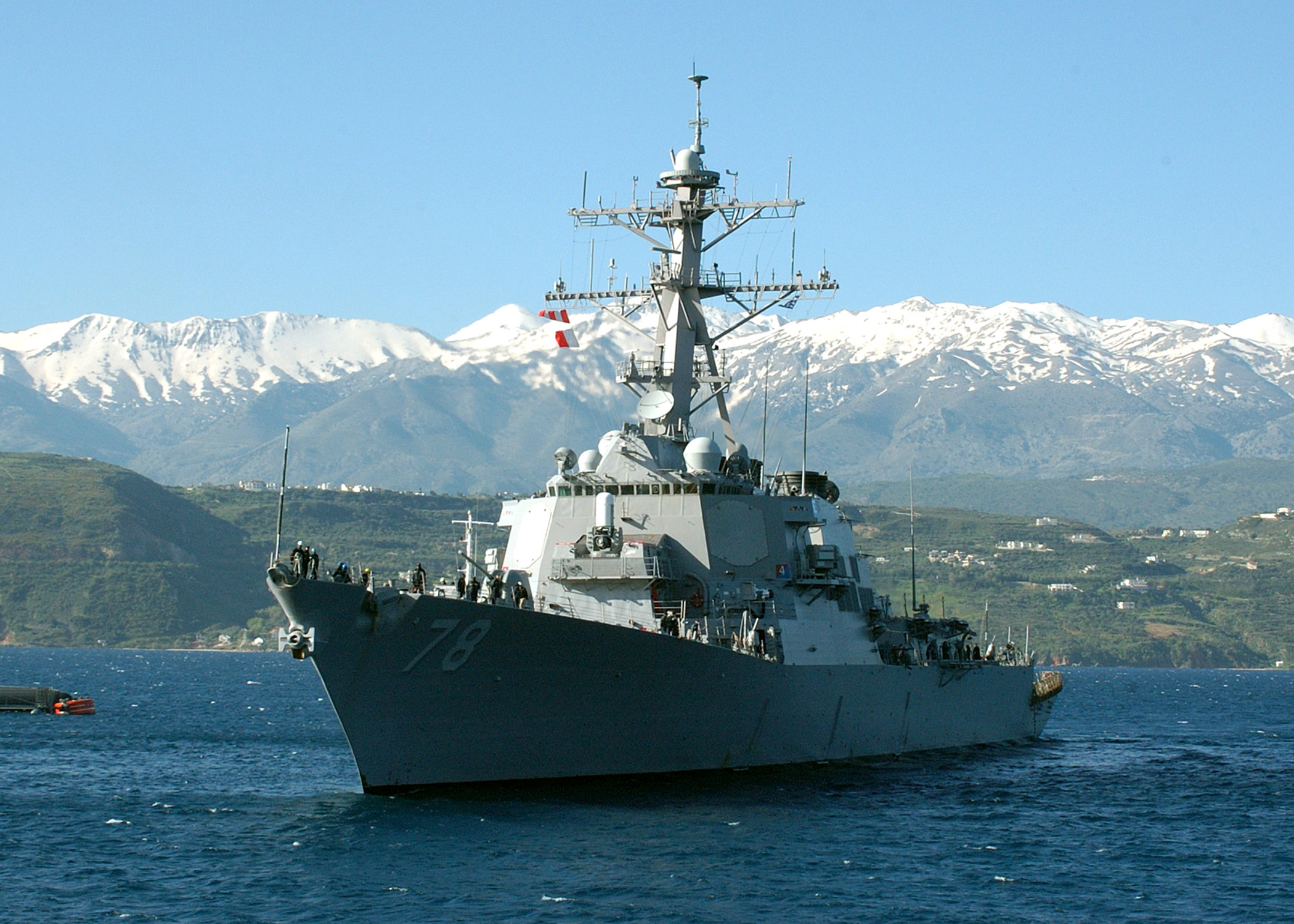
El destructor estadounidense USS Porter en la bahía de Suda (abril de 2006).

Ya en la segunda mitad del siglo XX, el aspecto estratégico de la posición de Creta seguía interesando a las grandes potencias. El ejército estadounidense, preocupado por implantarse en Europa Oriental, abrió bases militares en Grecia, entre ellas las de Gournes y Suda en Creta (1969). El gobierno estadounidense ha sido poco popular en Grecia por haber apoyado la dictadura de los coroneles de la década de 1970. En junio de 1981, una importante manifestación, apoyada entre otros por el alcalde y el obispo de Heraclión, bloqueó el puerto de Suda, en protesta contra la presencia norteamericana en suelo griego. En 1985, Andreas Papandreu, reelecto primer ministro, prometió el cierre de todas las bases norteamericanas en Grecia antes de 1988. La base de Gournes cerró sus puertas en 1993, pero la de Suda permanece aún abierta.

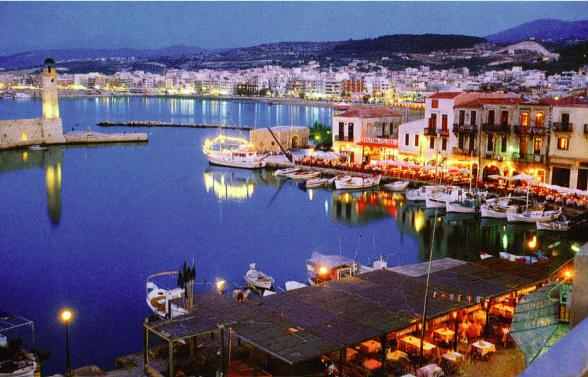
El puerto de Rétino, rodeado de numerosos restaurantes y tabernas. En segundo plano, la línea de costa de la ciudad, llena de hoteles y residencias turísticas.

La segunda mitad del siglo XX representó un gran esplendor para el turismo en Creta, como para el resto de Grecia. Una comparación de las instalaciones turísticas entre 1975 y 1995 permite comprender mejor ese esplendor.
Si, globalmente, la variación del número de lugares de cámping entre estas dos fechas se sitúa entre 0 y -45% según la prefectura de Creta, por contraparte, la variación en el número de camas de hotel y de camas de habitaciones de alquiler es muy significativa del crecimiento del turismo. Las cuatro prefecturas de Creta mostraronn un crecimiento de 370%, y un 1000% para la prefectura de Rétino. La variación en el número de camas de habitaciones de alquiler es superior al 700% para el conjunto de la isla y de 900% para la prefectura de Heraclión. En 2005, Creta contaba con 1 506 hoteles de todas las categorías, con 143 480 camas, con una tasa de ocupación de 72,8%, la más elevada de las regiones de Grecia. En 2006, Creta albergó 1 700 000 de los 11 millones de turistas que llegaron a Grecia. Con cerca de 764 000 turistas, la ciudad de Heraclión y sus alrededores es el segundo destino turístico del país, después de Atenas.
En 2004, durante los Juegos Olímpicos de Atenas, Heraclión fue una de las seis ciudades sedes de los juegos, junto con Atenas, Salónica, Volos, Olimpia y Patrás. La ciudad de Heraclión, e indirectamente el club de fútbol OFI Creta, se beneficiaron de la construcción de un nuevo estadio que sería la sede de 10 partidos de fútbol del torneo olímpico.
La población era de 621.360 habitantes para 2021.

### Obras antiguas
| - Aristóteles, Política - Heródoto, Historia, libro VII - Homero, Ilíada - Platón, Leyes - Estrabón, Geografía - Tucídides, Historia de la guerra del Peloponeso - Jenofonte, Anábasis - Hechos de los Apóstoles | - Saulo de Tarso, Epístola a Tito - (en inglés) E. W. Brooks, « The Arab Occupation of Crete », The English Historical Review, Vol. 28, no. 111 (julio de 1913). - (en francés) Pierre Daru, Histoire de la République de Venise, F. Didot Frères, 1821 - (en francés) Johann Gustav Droysen, Histoire de l'Hellénisme (edición original de 1883), Robert Laffont, 2003 (ISBN 2-221-08758-5) - (en francés) Louis Lacroix, Îles de la Grèce, F. Didot Frères, 1853. |

### Obras recientes
| - (en inglés) An Index of Events in the military History of the Greek Nation., Hellenic Army General Staff, Army History Directorate, 1998. (ISBN 960-7897-27-7) - (en inglés) Antony Beevor, Crete: The Battle and the Resistance, Penguin Books, 1992. (ISBN 0-14-016787-0) - (en inglés) Robert H. Bailey, Partisans and Guerrillas (World War II). Time Life UK., 1979. (ISBN 0-8094-2490-8) - (en francés) Fernand Braudel, Mémoires de la Méditerranée, 1998. (ISBN 2-7441-2834-1) - (en inglés) Buckley, Christopher. Greece and Crete 1941, Efstathiadis, 1984. (ISBN 960-226-041-6) - (en inglés) Alan Clark, The Fall of Crete, Cassel, 2002. (ISBN 0-304-35348-5) - (en inglés) Theocharis E. Detorakis History of Crete, Iraklion, 1994. (SBN 960-220-712-4) - (en inglés) Molly Greene, Shared World: Christians and Muslims in the Early Modern Mediterranean, Princeton University Press, 2002. (ISBN 978-0-691-09542-4) - (en inglés) Paul Hetherington, The Greek Islands. Guide to the Byzantine and Medieval Buildings and their Art, Londres, 2001. (ISBN 1-8999163-68-9) - (en francés) Kariphilaki I., Karataraki L., Kephaloyanni Z., Crète (Guía turística), Marmataki frères, La Canea. | - (en francés) Claude Lepelley, Rome et l'intégration de l'Empire, t.2 Approches régionales du Haut-Empire romain, Nouvelle Clio (ISBN\|2-13-048711-4) - (en francés) Raoul Lonis, La Cité dans le monde grec, Armand Colin, 2nde édition, 2000. (ISBN 2-09-190890-8) - (en francés) George C. Miles, Byzantium and the Arabs: Relations in Crete and the Aegean Area, en Dumbarton Oaks Papers, Vol. 18., 1964. - (en francés) Georgije Ostrogorski, Histoire de l'État byzantin, Payot, 1998. (ISBN 978-2-228-90206-9) - (en francés) Michel Sivignon, Atlas de la Grèce, La Documentation Française, 2003. (ISBN 2-11-005377-1) - (en francés) Nicolas Svoronos, Histoire de la Grèce moderne, PUF, 1972 - (en francés) Jean Tulard, Histoire de la Crète, PUF, 1979. (ISBN 2-13-036274-5) - (en inglés) Martin van Creveld, In the Shadow of Barbarossa: Germany and Albania. January- March 1941 en Journal of Contemporary History., vol. 7, n.º 3-4, juillet 1972. - (en francés) Adonis Vassilakis La Crète minoenne, 2000. (ISBN 960-500-344-9) - (en inglés) R. F. Willetts, The Civilization of Ancient Crete, Phoenix Press, 2004. (ISBN 978-1-84212-746-9) - (en inglés) C.M. Woodhouse, Modern Greece, A short history, Faber & Faber, 1998.(ISBN 0-571-19794-0) |